# دلهي
دلهي رسميًا إقليم العاصمة الوطنية دلهي هي مدينة وإقليم اتحادي هندي توجد فيه نيودلهي عاصمة البلاد. تقع دلهي على الضفة نهر جمنة وتحدها ولاية أتر برديش من الشرق وولاية هاريانا من باقي الجهات. أصبحت دلهي إقليمًا اتحاديًا في 1 نوفمبر 1956 وأصبحت إقليم العاصمة الوطنية دلهي في عام 1991. تبلغ مساحة الإقليم 1,484 كيلومتر مربع (573 ميل2)، بلغ عدد سكان مدينة دلهي أكثر من 11 مليون نسمة وبلغ عدد سكان الإقليم الاتحادي حوالي 16.8 مليون نسمة في تعداد 2011. يُقدر عدد سكان منطقة دلهي الحضرية، التي تشمل مدن غازي آباد وفريد آباد وجورجاون ونويدا ونويدا الكبرى ومدينة ييدا الواقعة ضمن إقليم العاصمة الوطنية بأكثر من 28 مليون نسمة، لذا فهي أكبر منطقة حضرية في الهند والثانية عالميًا بعد طوكيو.
يتطابق حصن بورانا كيلا الذي يعود للقرون الوسطى والواقع على ضفاف نهر جمنة مع وصف قلعة إندرابراسثا المذكورة في الملحمة السنسكريتية مهابهاراتا. لكن تكشف الحفريات في المنطقة عن وجود أي أثار لمدينة قديمة. كانت دلهي عاصمة لدولتين عظيمتين من أوائل القرن 13 حتى منتصف القرن 19 هما سلطنة دلهي وسلطنة مغول الهند اللذين حكما أجزاء كبيرة من جنوب آسيا. تعود جميع مواقع التراث العالمي الثلاثة لليونسكو في المدينة (منارة قطب الدين وضريح همايون والقلعة الحمراء) إلى تلك الفترة. كانت دلهي من أوائل مراكز الصوفية وموسيقى القوالي. كانت لهجة خاريبولي المُتحدث بها في دلهي إحدى مراحل التطور اللغوي الذي أنتج اللغة الأردية والهندية القياسية الحديثة لاحقا، ظهر من المدينة الشعران مير تقي مير وميرزا غالب أحد أشهر شعراء اللغة الأردية.
كانت دلهي أحد المركز الهامة في ثورة الهند سنة 1857. أصبحت نيودلهي، وهي منطقة جنوبية داخل دلهي، عاصمة الراج البريطاني في عام 1911. تحولت دلهي في فترة تقسيم الهند في عام 1947 من مدينة مغولية إلى مدينة بنجابية وهاجر منها حوالي ثلثي سكانها المسلمين، ويرجع ذلك جزئيا إلى هجرة اللاجئين الهندوس والسيخ من غرب البنجاب. استمرت نيودلهي عاصمة لاتحاد الهند بعد الاستقلال في عام 1947 ثم عاصمة للجمهورية في بعد عام 1950.
تحتل دلهي المرتبة الخامسة بين الولايات الهندية والأقاليم الاتحادية في مؤشر التنمية البشرية، وفيها ثاني أعلى نصيب للفرد من الناتج المحلي الإجمالي في الهند (بعد غوا). على أن دلهي إقليم اتحادي إلا أن الإدارة السياسية لإقليم العاصمة مشابه إلى حد كبير لصلاحيات الولاية الهندية، ففيها مجلس تشريعي خاص ومحكمة عليا ومجلس تنفيذي للوزراء برئاسة رئيس الوزراء. تدار نيودلهي بشكل مشترك بين الحكومة الفيدرالية للهند والحكومة المحلية في دلهي. دلهي هي منطقة "تخطيط إقليمي بين الولايات" في عام 1985. استضافت دلهي دورة الألعاب الآسيوية الافتتاحية لعام 1951 ودورة الألعاب الآسيوية لعام 1982 وقمة حركة عدم الانحياز لعام 1983 وكأس العالم للهوكي للرجال لعام 2010 وألعاب الكومنولث لعام 2010 وقمة البريكس لعام 2012 وقمة مجموعة العشرين لعام 2023 وكانت واحدة من المدن المضيفة الرئيسية لكأس العالم للكريكيت 2011 و2023.

## أصل التسمية
ترتبط العديد من الأساطير حول أصل كلمة دلهي. يُقال إن اسمها مشتق من "Dhillu" أو "Dilu" وهو اسم ملك أسس المدينة في هذا الموقع في عام 50 قبل الميلاد وسماها باسمه. تذكر أسطورة أخرى أن الاسم آتي من كلمة "dhili" البراكريتية التي ترمز على عمود المدينة الحديدي. تذكر المصادر البنجابية أن اسم المدينة في عهد الملك بريثفيراج كان "ديلبات" ويُحتمل أن "ديلبات" و"ديلي" مشتقتان من الكلمة الهندية القديمة "ديل" التي تعني "سماحة". ذكر ألكسندر كننغهام المدير السابق للمسح الأثري للهند أن "ديلي" حُرفت مع الزمن لتصبح في "ديلي/دهلي". يُقترح أن الاسم جاء "دهليوال" وهي العملات المعدنية التي كانت متدوالة في المنطقة تحت حكم الطوماريين. تذكر بهافيشيا بورانا أن الملك بريثيفيراجا من إندرابراسثا أقام حصنًا جديدًا في منطقة بورانا كيلا الحالية وأمر ببناء بوابة للحصن أُطلق عليها لاحقًا اسم "حصن ديهالي". يعتقد بعض المؤرخين أن "Dhilli" أو "Dhillika" هو الاسم الأصلي للمدينة، بينما يرى آخرون أن الاسم قد يكون تحريفًا للكلمتين الهندوستانية ديليز أو دهالي التي تعنيا "العتبة" أو "البوابة" في أشارة أن المدينة بوابة سهل الغانج.
يسمى سكان المدينة بالدلهيون أو الديليوالاس. ذكرت المدينة في العديد من أمثال اللغات الهندية الآرية الشمالية، مثل:
- ديلي أبهي باب هاي  [لغات أخرى]‏ (अभी दिल्ली दूर है / (بالأردية: ابھی دلی دور ہے) أو الفارسية (هنوز دهلی دور است) الذي يعني أن دلهي لازالت بعيدة ويستخدم المثل للاشتارة أن مهمة أو رحلة باقي عليها الكثير حتى تنتهي.[32][33]
- لا باس بارس، ديلي باني تارس (आस-पास बरसे, दिल्ली पानी तरसे / / (بالأردية: آس پاس برسے، دلی پانی ترسے) التي تعني تمطر في كل مكان إلا في دلهي التي تبقى جافة. إشارة إلى مناخ دلهي شبه القاحل في بعض الأحيان ويستخدم عندما يكون الشخص محرومًأ وسط جو من الرخاء والوفرة.[33]

## تاريخ

### أوائل وأواسط العصور الوسطى

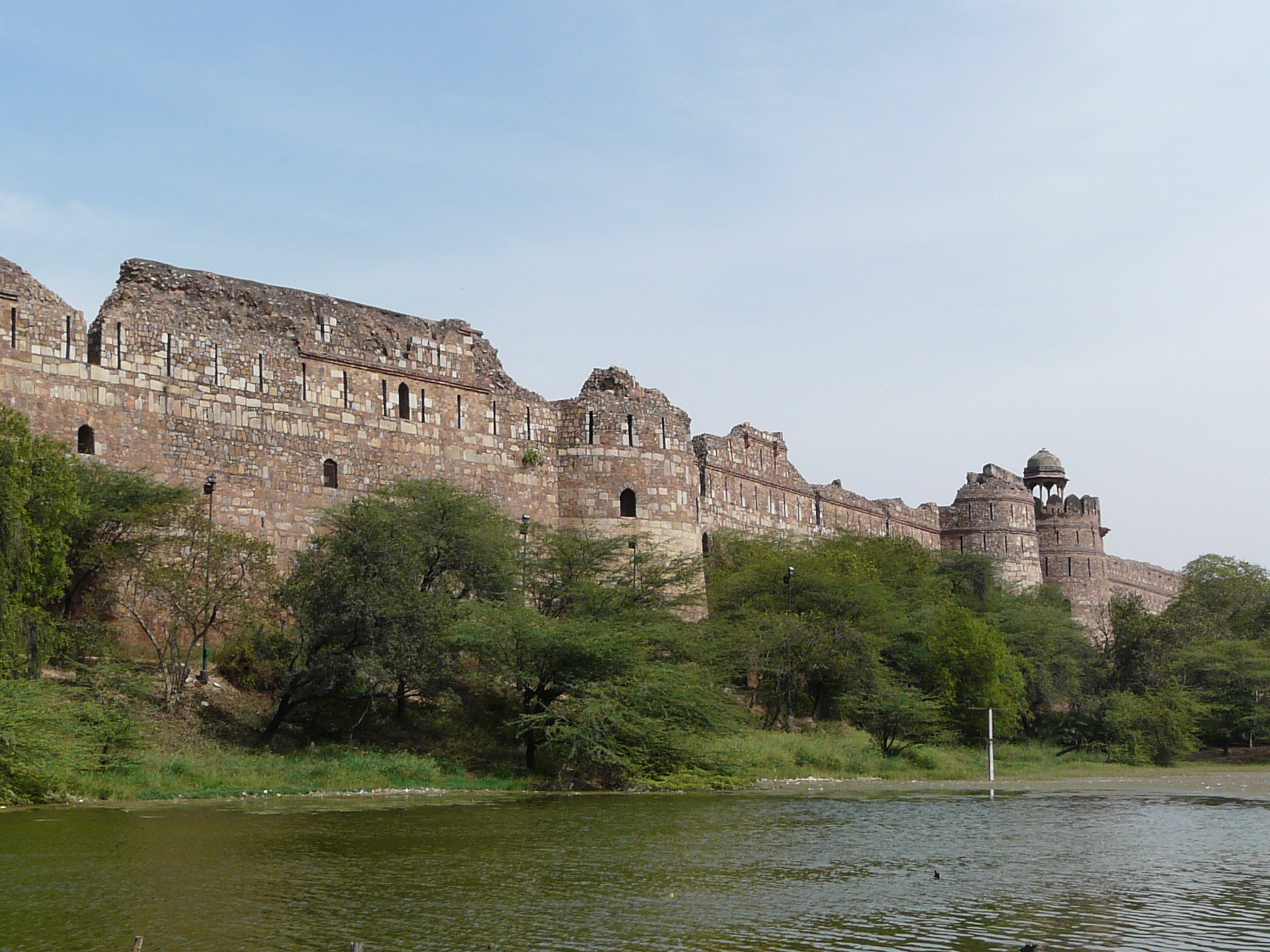
بنيت بورانا قيلا في القرن 16 على تل مطابق لأوصاف النصوص الأدبية القديمة

تُعرف منطقة دلهي بسبع مدنها القديمة. أقدمها إندرابراسثا التي ذُكرت في الملحمة السنسكريتية مهابهاراتا التي كُتبت بين 400 قبل الميلاد و300 ميلادي ولكنها تذكر أن المدينة أقدم من ذلك. يُقال إن إندرابراسثا كانت مدينة تقع على تلة على ضفاف نهر جمنة. تذكر المؤرخة كاثرين ب. آشر أن الوصف المذكور في مهابهاراتا يتوافق مع منطقة بورانا كيلا وهي قلعة من القرن الرابع عشر بنتها سلطنة دلهي. تصف ماهابهاراتا مدينة محصنة بشكل جميل لكن كشفت الحفريات عن "اكتشافات متفاوتة لفخار رمادي مطلي يعود للقرن الحادي عشر قبل الميلاد، دون العثور على أي دلائل على وجود بنية تحتية مبنية أو تحصينات كثيرة".

### أواخر العصور الوسطى
هزم محمد الغوري بريثفيراج تشوهان في معركة تارين الثانية في عام 1192. عين محمد الغوري قطب الدين أيبك حاكمًا لأراضي الدولة الغورية في الهندية. استقل قطب الدين بالأراضي التي كانت تحت إمرته بعد وفاة محمد الغوري في عام 1206 دون وريث، وأسس أيبك سلطنة دلهي وسلالة المماليك. شرع في بناء مسجد ومنارة يعتبر أقدم مسجد باقٍ في الهند. خلف شمس الدين التتمش (1211-1236) أيبك في حكم البلاد ووسع سيطرة الدولة في شمال الهند، وأكمل بناء منارة قطب الدين التي يبلغ ارتفاعها وهو أحد مواقع التراث العالمي لليونسكو في دلهي. تشبه المنارة مئذنة جركورغان إلا أنها مرتبطة بالمآذن الغزنوية والغورية المبنية في آسيا الوسطى. ممن خلف التتمش ابنته السلطانة رضية أول امرأة تحكم الهند.
حكمت العديد من السلالات التركية والهندية والأفغانية دلهي على مدى الثلاثمائة عام التالية. شيدوا العديد من الحصون والمدن التي أصبحت جزءًا من مدن دلهي السبع. كانت دلهي في تلك الفترة أحد مراكز التصوف. سقطت سلالة المماليك في عام 1290 بعدما تولى جلال الدين فيروز شاه (1290-1320) عرش سلطنة دلهي، وتبعه في الحكم علاء الدين الخلجي الذي وسع حكم السلطنة إلى نرمادة في الدكن في الجنوب. بلغت السلطنة ذروتها في عهد محمد بن طغلق (1325-1351) الذي نقل عاصمته إلى دولت آباد في مهاراشترا بوسط الهند لكي يكون قريبا من الدكن التي حاول السيطرة. لكن تمرد الشمال على حكمه بسبب بعده عن دلهي فاضطر للعودة إليها لاستعادة النظام. فقدت سلطنة دلهي سيطرتها على المقاطعات الشمالية بسرعة في السنوات التي تلت حكم فيروز شاه تغلق (1351-1388). غزا تيمورلنك دلهي ونهبها في عام 1398، يقال أنه قتل 100,000 مدني. استمر تدهور سلطنة دلهي في عهد بنو السيد (1414-1451) فاقتصر حكم السلطنة على دلهي استعادت السلطنة سيطرتها على البنجاب وسهل الغانج وفي عهد السلالة اللودهيون الأفغانية (1451-1526). لكن غزا ظهير الدين بابر السلطنة وأسقطها في عام 1526 ليقيم سلطنة مغول الهند.

### الفترة الحديثة

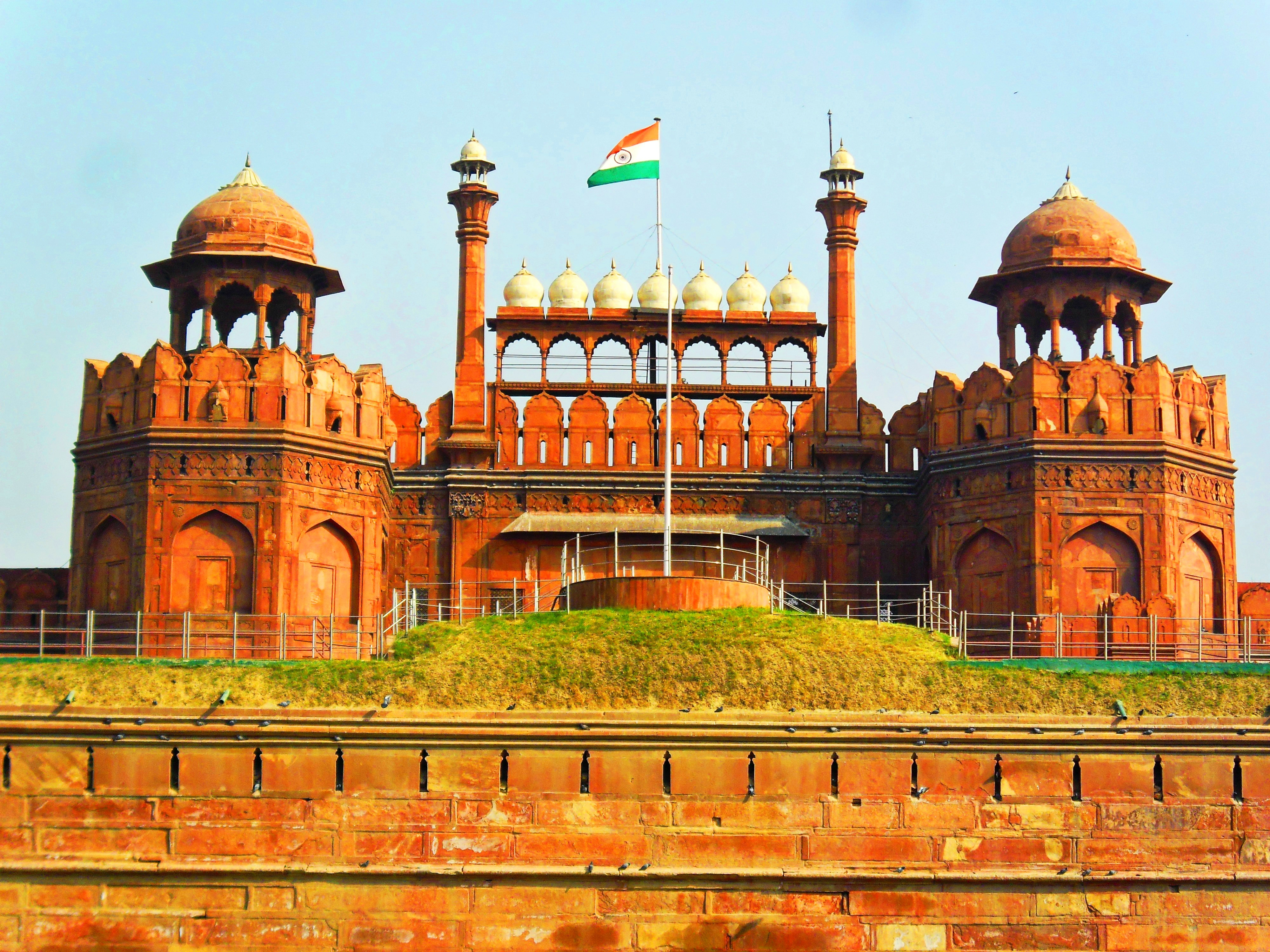
الحصن الأحمر، أحد مواقع التراث العالمي، والذي كان مقر سلاطين مغول الهند لمدة تقارب 200 عامًا.

غزا ظهير الدين بابر، سليل جنكيز خان وتيمورلنك من وادي فرغانة في أوزبكستان الحالية، الهند في عام 1526 وانتصر على آخر سلاطين اللودهيون في معركة باني بت الأولى، وأسس سلطنة مغول الهند التي حكمت الهند من دلهي وأغرة. حكم المغول دلهي لأكثر من ثلاثة قرون باستثناء ستة عشر عامًا حكم دلهي خلالها شير شاه سوري وهيمو من 1540 إلى 1556 ثم عاد حكمها إلى المغول. أسس شاه جهان مدينة دلهي السابعة التي سُميت باسمه شاهجهان آباد، والتي كانت عاصمة المغول ابتداءً من عام 1638 وتُعرف اليوم بالمدينة القديمة أو دلهي القديمة.
ضعفت السلطنة بعد وفاة أورنكزيب عالمكير في عام 1707 بسرعة مع صعود إمبراطورية ماراثا الهندوسية من هضبة الدكن. استولت قوات ماراثا بقيادة باجي راو الأول على دلهي بعد هزيمتهم للمغول في معركة دلهي الأولى في عام 1737. خسر المغول معركة كارنال في أقل من ثلاث ساعات أمام الجيش الفارسي الأقل عددًا لكن الأكثر تفوقًا عسكريًا بقيادة نادر شاه الأفشاري في عام 1739. دخل نادر شاه وجيشه دلهي ونهبوها كلها وحمل ثروات طائلة تشمل عرش الطاووس ودرياي نور وكوه نور. لم يتمكن المغول الذين ضعفوا بشدة من التعافي من هذه الهزيمة الكارثية والإذلال وفتح باب احتلال دلهي أخرهم البريطانيون. غادر نادر شاه المدينة والهند بعد أن توسل إليه السلطان المغولي محمد شاه ومنحه مفاتيح المدينة والخزانة الملكية. أصبح الماراثا حماة العرش المغولي في دلهي بموجب معاهدة وُقعت في عام 1752. نُهبت قوات أحمد شاه المدينة في عام 1757 لكن لم يضمها للدولة الدرانية الأفغانية. بعد ذلك قاتل الماراثا الأفغان واستعادوا السيطرة على دلهي منهم.

### الفترة الاستعمارية

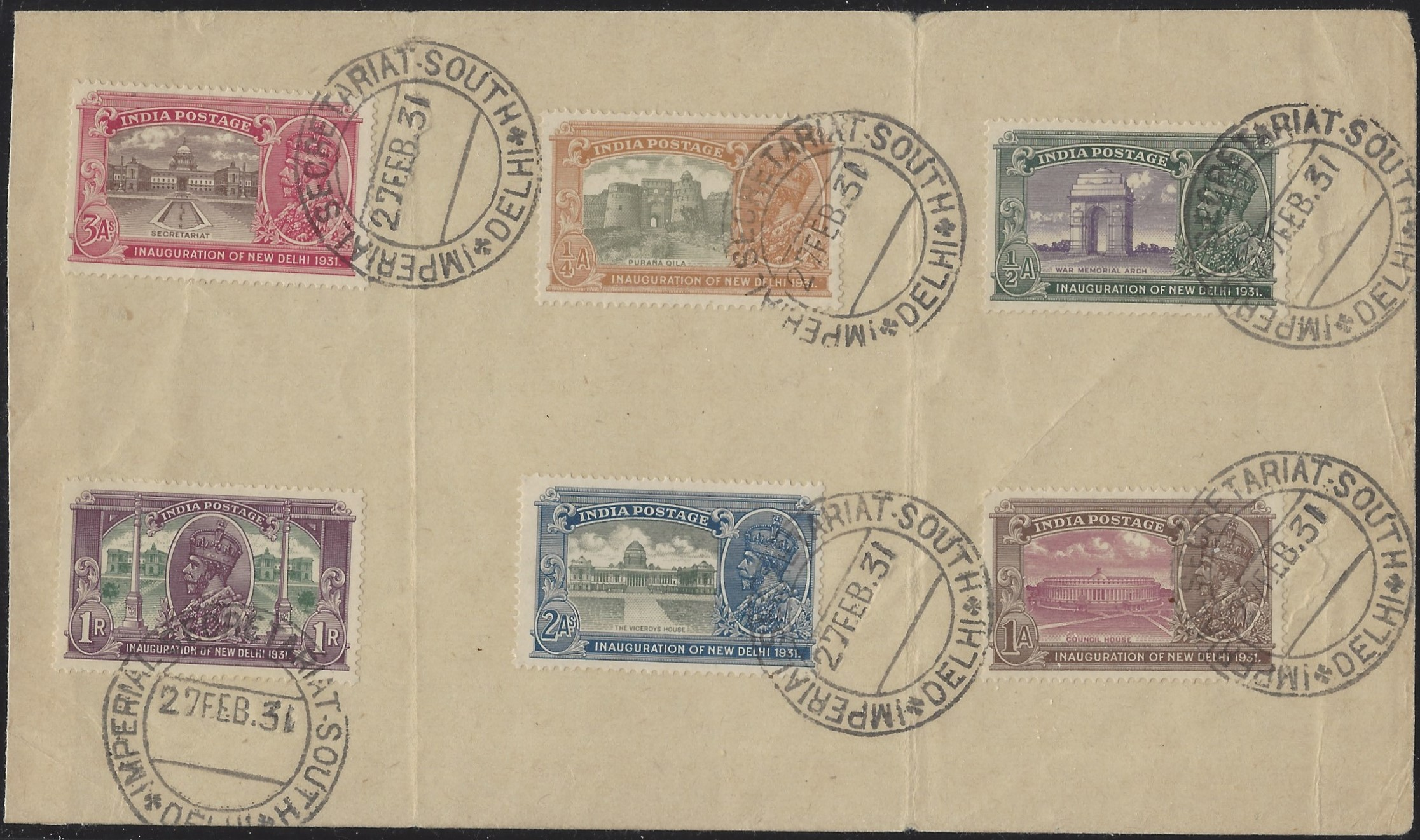
طوابع هندية بريطانية افتتاح نيودلهي في فبراير 1931

تغلبت قوات شركة الهند الشرقية البريطانية على قوات الماراثا في معركة دلهي في الحرب الإنجليزية الماراثية الثانية في عام 1803. استولت قوات شركة الهند الشرقية على دلهي بعد معركة دموية أطلق عليها اسم حصار دلهي في ثورة الهند سنة 1857. دخلت المدينة تحت السيطرة المباشرة للحكومة البريطانية في عام 1858 وأصبحت جزءًا من مقاطعة البنجاب. أُعلن عن نقل عاصمة الراج البريطاني من كلكتا إلى دلهي في عام 1911. وتم النقل رسميًا في 12 ديسمبر 1911. أُطلق على المدينة اسم "نيودلهي" في عام 1927 وافتتحت العاصمة الجديدة في 13 فبراير 1931. أُعلنت نيودلهي رسميًا عاصمة لاتحاد الهند بعد استقلال الهند في 15 أغسطس 1947. توسعت المدينة منذ ذلك الحين وأصبح الجزء الذي بُني خلال الفترة البريطانية يُعرف غير رسميًا بدلهي لوتينز.

### التقسيم وما بعد الاستقلال

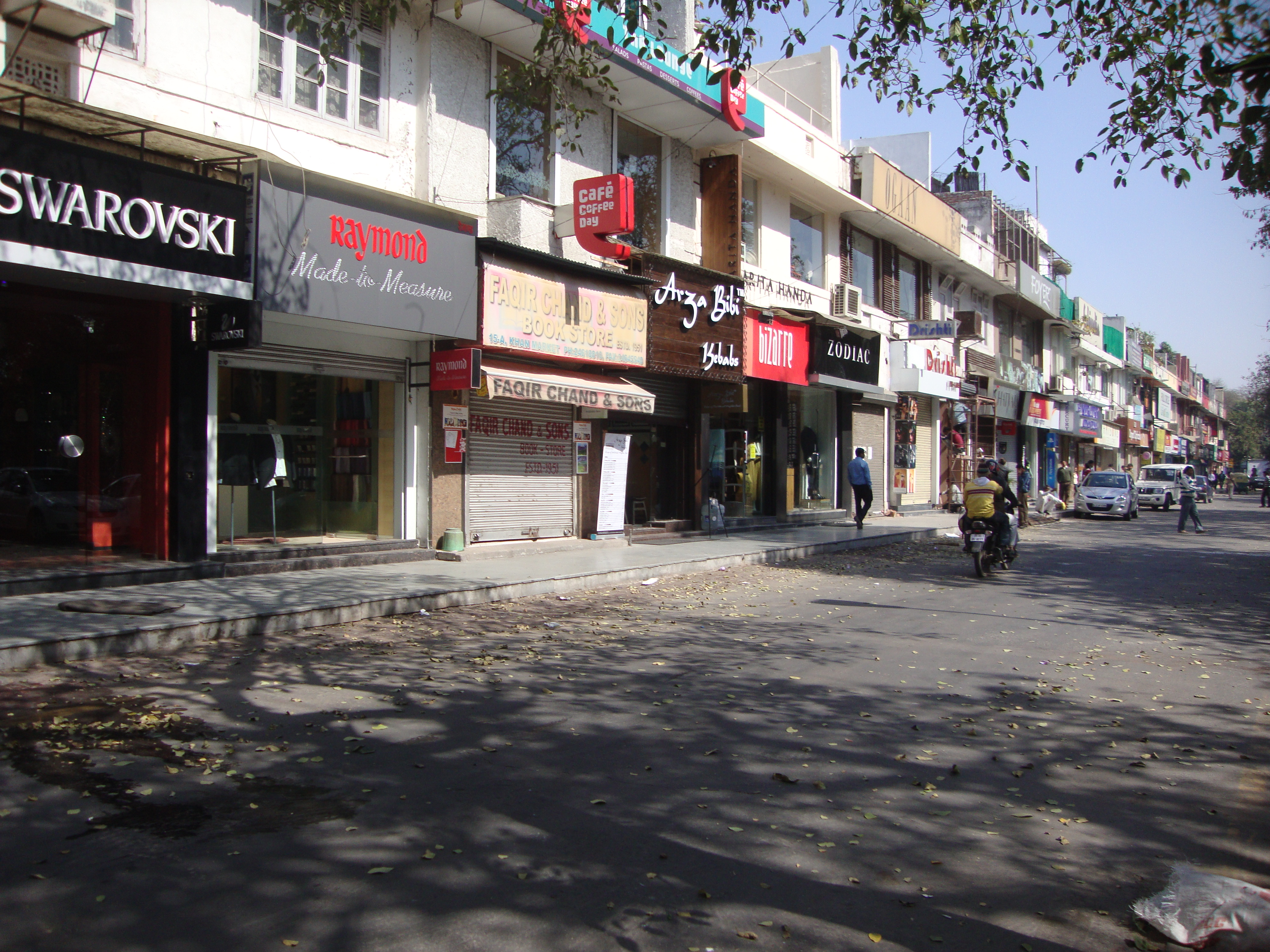
أُسس سوق خان في نيودلهي، الذي يُعد الآن منطقة تسوق فاخرة، في عام 1951 بهدف مساعدة اللاجئين من تقسيم الهند وبالأخص القادمين من مقاطعة الحدود الشمالية الغربية (NWFP). وقد سُمي السوق تكريماً لخان عبد الجبار خان رئيس وزراء الإقليم الحدودي الشمالي الغربي أثناء التقسيم.

هاجر حوالي نصف مليون لاجئ هندوسي وسيخي أغلبهم من غرب البنجاب إلى دلهي في فترة تقسيم الهند، في حين هاجر حوالي ثلاثمائة ألف مسلم من سكان المدينة إلى باكستان. يُقدّر أن البنجابيين يشكلون ما لا يقل عن 40٪ من إجمالي سكان دلهي، وهم بشكل رئيسي هندوس بنجابيون يتحدثون الهندية. تستمر الهجرة إلى دلهي من بقية الهند مما يساهم في زيادة عدد سكان دلهي أكثر من معدل المواليد الذي يتناقص.
أنشأ قانون إعادة تنظيم الولايات لعام 1956 إقليم دلهي الاتحادي من مقاطعة دلهي التابعة لرئيس المفوضين. وأعلن قانون الدستور (التعديل التاسع والستون) لعام 1991 أن إقليم دلهي الاتحادي يُعرف رسميًا باسم إقليم العاصمة الوطنية دلهي، ومنح القانون دلهي مجلسها التشريعي الخاص على أسس مدنية ولكن بسلطات محدودة.
كانت دلهي مركز أعمال الشغب ضد السيخ 1984 التي اندلعت عقب اغتيال رئيسة الوزراء الهندية آنذاك أنديرا غاندي على يد اثنين من حراسها السيخ، تذكر المصارد الحكومية متقل حوالي 2800 شخص في المدينة، بينما تشير التقديرات غير الرسمية إلى أعداد أكبر. تعرض مبنى البرلمان الهندي في نيودلهي لهجوم مسلح أسفر عن مقتل ستة من أفراد الأمن في عام 2001. وتشتبه الهند في أن جماعات جهادية متشددة تتخذ من باكستان مقرا لها تقف وراء الهجوم الذي تسبب في أزمة دبلوماسية كبيرة بين البلدين. وشهدت دلهي هجمات إرهابية أخرى في عامي 2005 و2008 راح ضحيتها 92 شخصًا. شهدت دلهي أسوأ أعمال عنف طائفي منذ عقود في عام 2020، فاندلعت أعمال الشعب بعد هجوم غوغاء هندوس على المسلمين، قُتل في أعمال الشغب 53 شخصًا ثلثهم من المسلمين والباقي من الهندوس.

## جغرافيا

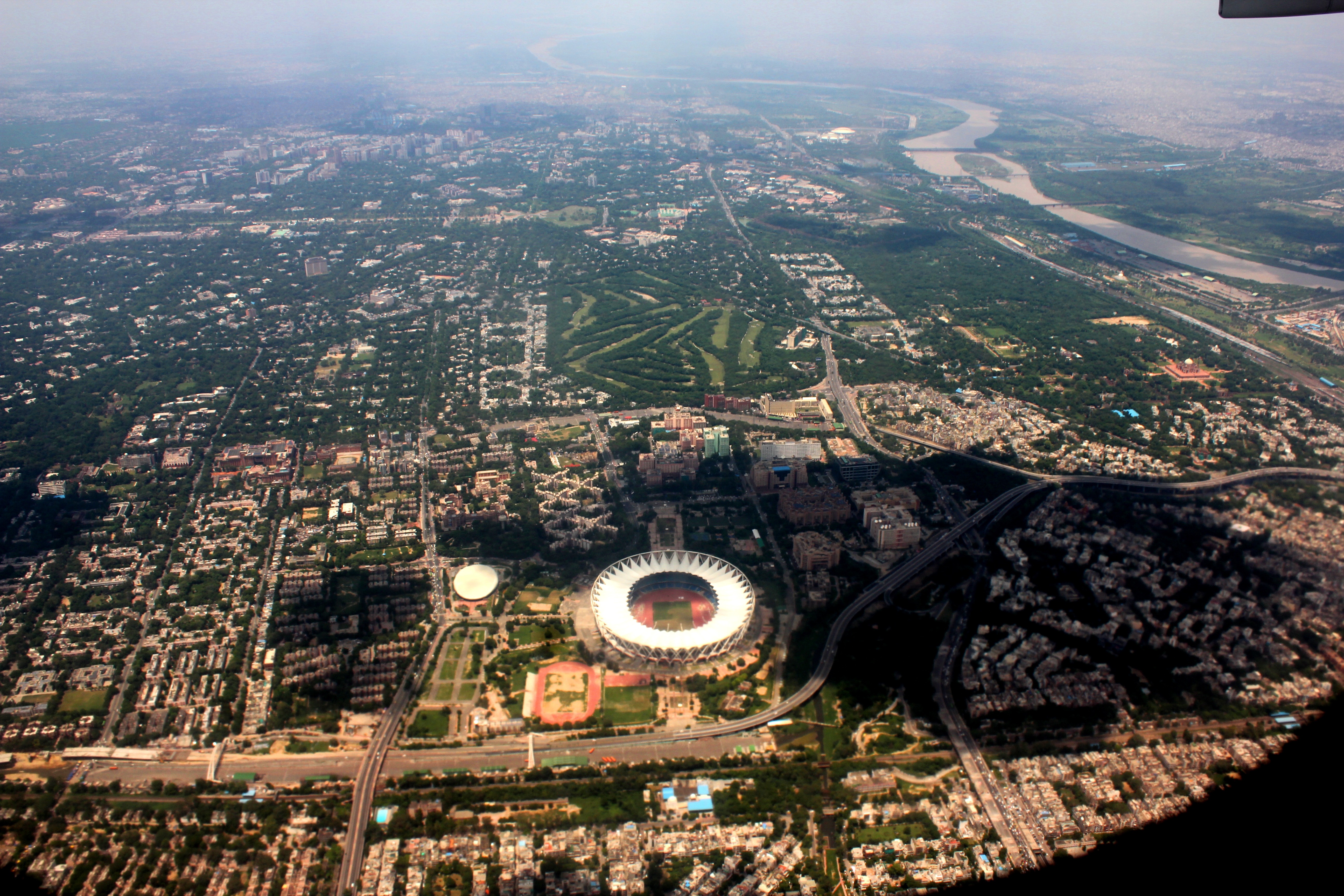
منظر جوي لدلهي في أبريل 2016 يظهر نهر جمنة في أعلى يمين الصورة

تقع دلهي في شمال الهند عند التقاء خطي العرض 28.61° شمال وخط الطول 77.23° جنوب. تحدها ولاية هاريانا من الشمال والغرب والجنوب وتحدهاو لاية أتر برديش من الشرق. تتسم دلهي بجود سهول نهر جمنة الفيضية ذات التربة الغرينية الخصبة ملائمة للزراعة وسلسلة جبال دلهي. يجري نهر جمنة في المدينة وهو نهر مقدس في الديانة الهندوسية. يفصل نهر هيندون غازي آباد عن شرق دلهي. سلسلة جبال دلهي هي امتداد جنوبي لسلسلة جبال أرافالي وتحيط بغرب وشمال شرق وشمال غرب المدينة بارتفاع يصل إلى 318 م (1,043 قدم).
يوجد في دلهي العديد من الأراضي الرطبة وأكثر من 500 بركة (الأراضي الرطبة < 5 ها (12 أكر)، تدعم تنوع حيوي كبير للطيور وبها أكبر عدد من أنواع الطيور التي تعيش في البرك في العالم، هذا على أن برك دلهي تعاني من التدهور البيئي بسبب إلقاء النفايات بها والتلوث. تحظر السياسة الحالية في دلهي استخدام الأراضي الرطبة وتحويلها إلى أي استخدام أخرى نتج عن ذلك أن انتعش وجود الطيور بها مرة أخرى. صُنفت دلهي ضمن المنطقة الزلزالية الرابعة في الهند أي أنها معرضة لخطر زلازل كبير.

### مناخ
تتميز دلهي بمناخ رطب شبه مداري وشتاء جاف (تصنيف كوبن: Cwa)، وتقع على حافة المناخ الحار شبه القاحل (تصنيف كوبن: BSh). يمتد الموسم الحار من 21 مارس إلى 15 يونيو، تتجاوز فيه متوسطات درجات الحرارة اليومية العظمى 39 °م (102 °ف). وغالبًا ما يكون اليوم الأشد حرارة في العام بين 26 و30 مايو بمتوسط درجة حرارة عظمى تصل إلى 42 °م (108 °ف) ودرجة حرارة دنيا تبلغ 27 °م (81 °ف). يستمر الموسم البارد من 26 نوفمبر إلى 9 فبراير بمتوسط درجات حرارة يومية عظمى أقل من 20 °م (68 °ف). وعادة ما يكون اليوم الأبرد في العام بين 1 و10 يناير بمتوسط درجة حرارة صغرى تبلغ 6.9 °م (44.4 °ف) وعظمى تبلغ 19.3 °م (66.7 °ف). يبدأ الشتاء المعتدل القصير في أواخر نوفمبر ويبرد الجو في يناير وغالبًا ما يكون مصحوبًا بضباب كثيف. تستقبل دلهي متوسط هطول أمطار سنوي يبلغ 774.4 مـم (30.49 بوصة).
| البيانات المناخية لـنيو دلهي (سافدارجونغ) 1991–2020                                                                 | البيانات المناخية لـنيو دلهي (سافدارجونغ) 1991–2020 | البيانات المناخية لـنيو دلهي (سافدارجونغ) 1991–2020 | البيانات المناخية لـنيو دلهي (سافدارجونغ) 1991–2020 | البيانات المناخية لـنيو دلهي (سافدارجونغ) 1991–2020 | البيانات المناخية لـنيو دلهي (سافدارجونغ) 1991–2020 | البيانات المناخية لـنيو دلهي (سافدارجونغ) 1991–2020 | البيانات المناخية لـنيو دلهي (سافدارجونغ) 1991–2020 | البيانات المناخية لـنيو دلهي (سافدارجونغ) 1991–2020 | البيانات المناخية لـنيو دلهي (سافدارجونغ) 1991–2020 | البيانات المناخية لـنيو دلهي (سافدارجونغ) 1991–2020 | البيانات المناخية لـنيو دلهي (سافدارجونغ) 1991–2020 | البيانات المناخية لـنيو دلهي (سافدارجونغ) 1991–2020 | البيانات المناخية لـنيو دلهي (سافدارجونغ) 1991–2020 |
| الشهر | يناير                                               | فبراير                                              | مارس                                                | أبريل                                               | مايو                                                | يونيو                                               | يوليو                                               | أغسطس                                               | سبتمبر                                              | أكتوبر                                              | نوفمبر                                              | ديسمبر                                              | المعدل السنوي                                       |
| --- | --------------------------------------------------- | --------------------------------------------------- | --------------------------------------------------- | --------------------------------------------------- | --------------------------------------------------- | --------------------------------------------------- | --------------------------------------------------- | --------------------------------------------------- | --------------------------------------------------- | --------------------------------------------------- | --------------------------------------------------- | --------------------------------------------------- | --------------------------------------------------- |
| الدرجة القصوى °م (°ف)                                                                                               | 32.5 (90.5)                                         | 34.1 (93.4)                                         | 40.6 (105.1)                                        | 45.6 (114.1)                                        | 47.2 (117.0)                                        | 46.7 (116.1)                                        | 45.0 (113.0)                                        | 42.0 (107.6)                                        | 40.6 (105.1)                                        | 39.4 (102.9)                                        | 36.1 (97.0)                                         | 30.0 (86.0)                                         | 47.2 (117.0)                                        |
| الحد الأقصى المتوسط °م (°ف)                                                                                         | 25.8 (78.4)                                         | 29.5 (85.1)                                         | 35.8 (96.4)                                         | 41.4 (106.5)                                        | 44.3 (111.7)                                        | 43.7 (110.7)                                        | 40.1 (104.2)                                        | 37.4 (99.3)                                         | 37.1 (98.8)                                         | 36.1 (97.0)                                         | 32.2 (90.0)                                         | 27.3 (81.1)                                         | 44.8 (112.6)                                        |
| متوسط درجة الحرارة الكبرى °م (°ف)                                                                                   | 20.1 (68.2)                                         | 24.2 (75.6)                                         | 29.9 (85.8)                                         | 36.5 (97.7)                                         | 39.9 (103.8)                                        | 39.0 (102.2)                                        | 35.6 (96.1)                                         | 34.2 (93.6)                                         | 34.1 (93.4)                                         | 33.0 (91.4)                                         | 28.4 (83.1)                                         | 22.8 (73.0)                                         | 31.4 (88.5)                                         |
| المتوسط اليومي °م (°ف)                                                                                              | 14.0 (57.2)                                         | 17.8 (64.0)                                         | 23.1 (73.6)                                         | 29.1 (84.4)                                         | 32.8 (91.0)                                         | 33.3 (91.9)                                         | 31.5 (88.7)                                         | 30.6 (87.1)                                         | 29.7 (85.5)                                         | 26.1 (79.0)                                         | 20.7 (69.3)                                         | 15.7 (60.3)                                         | 25.3 (77.5)                                         |
| متوسط درجة الحرارة الصغرى °م (°ف)                                                                                   | 7.5 (45.5)                                          | 10.6 (51.1)                                         | 15.6 (60.1)                                         | 21.3 (70.3)                                         | 25.8 (78.4)                                         | 27.7 (81.9)                                         | 27.5 (81.5)                                         | 26.7 (80.1)                                         | 25.0 (77.0)                                         | 19.5 (67.1)                                         | 13.0 (55.4)                                         | 8.4 (47.1)                                          | 18.9 (66.0)                                         |
| الحد الأدنى المتوسط °م (°ف)                                                                                         | 3.5 (38.3)                                          | 6.0 (42.8)                                          | 10.7 (51.3)                                         | 16.3 (61.3)                                         | 20.5 (68.9)                                         | 22.2 (72.0)                                         | 24.3 (75.7)                                         | 23.7 (74.7)                                         | 21.9 (71.4)                                         | 15.0 (59.0)                                         | 8.8 (47.8)                                          | 4.5 (40.1)                                          | 3.1 (37.6)                                          |
| أدنى درجة حرارة °م (°ف)                                                                                             | −0.6 (30.9)                                         | 1.6 (34.9)                                          | 4.4 (39.9)                                          | 10.7 (51.3)                                         | 15.1 (59.2)                                         | 17.6 (63.7)                                         | 20.3 (68.5)                                         | 20.7 (69.3)                                         | 16.1 (61.0)                                         | 9.4 (48.9)                                          | 3.9 (39.0)                                          | 0.0 (32.0)                                          | −0.6 (30.9)                                         |
| معدل هطول الأمطار مم (إنش)                                                                                          | 19.1 (0.75)                                         | 21.3 (0.84)                                         | 17.4 (0.69)                                         | 16.3 (0.64)                                         | 30.7 (1.21)                                         | 74.1 (2.92)                                         | 209.7 (8.26)                                        | 233.1 (9.18)                                        | 123.5 (4.86)                                        | 15.1 (0.59)                                         | 6.0 (0.24)                                          | 8.1 (0.32)                                          | 774.4 (30.5)                                        |
| متوسط الأيام الممطرة                                                                                                | 1.7                                                 | 1.5                                                 | 1.7                                                 | 1.0                                                 | 2.7                                                 | 4.8                                                 | 9.7                                                 | 10.2                                                | 5.5                                                 | 0.8                                                 | 0.4                                                 | 0.6                                                 | 40.6                                                |
| متوسط الرطوبة النسبية (%)                                                                                           | 57                                                  | 46                                                  | 37                                                  | 25                                                  | 28                                                  | 43                                                  | 63                                                  | 68                                                  | 60                                                  | 47                                                  | 52                                                  | 59                                                  | 49                                                  |
| ساعات سطوع الشمس الشهرية                                                                                            | 220.1                                               | 223.2                                               | 248.0                                               | 276.0                                               | 285.2                                               | 219.0                                               | 179.8                                               | 176.7                                               | 219.0                                               | 260.4                                               | 246.0                                               | 220.1                                               | 2٬773٫5                                             |
| ساعات سطوع الشمس اليومية                                                                                            | 7.1                                                 | 7.9                                                 | 8.0                                                 | 9.2                                                 | 9.2                                                 | 7.3                                                 | 5.8                                                 | 5.7                                                 | 7.3                                                 | 8.4                                                 | 8.2                                                 | 7.1                                                 | 7.6                                                 |
| متوسط طول النهار اليومي                                                                                             | 10.6                                                | 11.2                                                | 12.0                                                | 12.9                                                | 13.6                                                | 13.9                                                | 13.8                                                | 13.1                                                | 12.3                                                | 11.5                                                | 10.7                                                | 10.3                                                | 12.2                                                |
| نسبة وصول أشعة الشمس                                                                                                | 67                                                  | 71                                                  | 67                                                  | 71                                                  | 68                                                  | 53                                                  | 42                                                  | 44                                                  | 59                                                  | 73                                                  | 77                                                  | 69                                                  | 63                                                  |
| متوسط مؤشر الأشعة فوق البنفسجية                                                                                     | 3                                                   | 5                                                   | 6                                                   | 7                                                   | 9                                                   | 9                                                   | 8                                                   | 7                                                   | 6                                                   | 5                                                   | 4                                                   | 3                                                   | 6                                                   |
| المصدر #1: دائرة الأرصاد الجوية (ساعات سطوع الشمس 1971–2000)، التاريخ والوقت (الندى، 2005–2015) بيانات هطول الأمطار |                                                     |                                                     |                                                     |                                                     |                                                     |                                                     |                                                     |                                                     |                                                     |                                                     |                                                     |                                                     |                                                     |
| المصدر #2: Météo Climat (متوسط درجات الحرارة 1991-2020) أطلس الطقس (مؤشر الأشعة فوق البنفسجية)(طول النهار)          |                                                     |                                                     |                                                     |                                                     |                                                     |                                                     |                                                     |                                                     |                                                     |                                                     |                                                     |                                                     |                                                     |

### تلوث الهواء

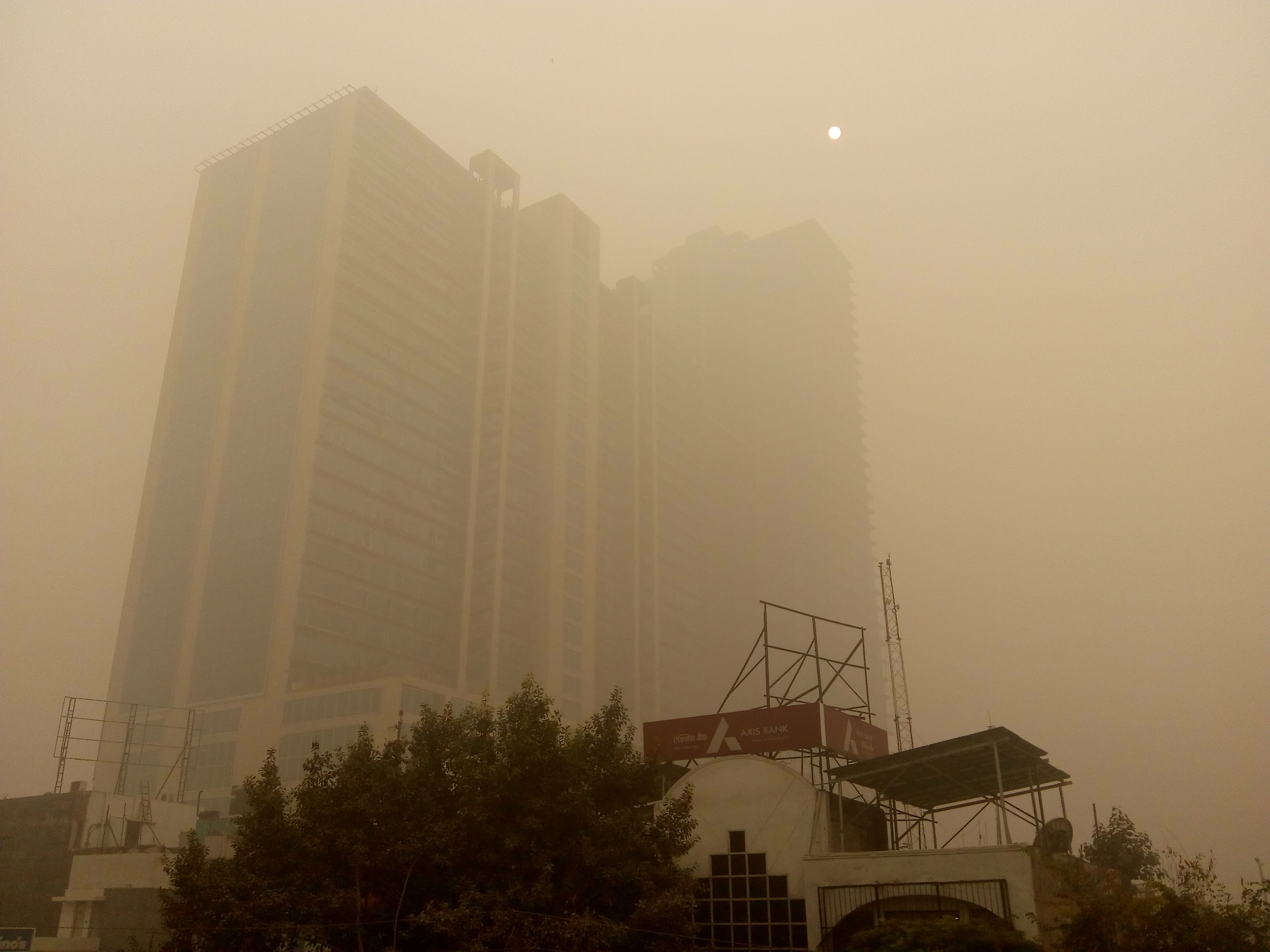
ضباب دخاني كثيف في دلهي يحجب الشمس في نوفمبر 2017

كانت دلهي في عام 2014 أكثر مدن العالم تلوثًا وفقًا لمنظمة الصحة العالمية. خُفض تصنيف دلهي إلى المرتبة الحادية عشرة في قاعدة بيانات جودة الهواء الحضري في عام 2016. أشارت بيانات منظمة الصحة العالمية وIQAir بالإضافة إلى أبحاث موسعة في عام 2022، إلى أن دلهي هي رابع أكثر المدن تلوثًا في العالم. تذكر التقديرات أن تلوث الهواء يؤدي إلى وفاة حوالي 10,500 شخص سنويًا. يكون مؤشر جودة الهواء معتدلًا عمومًا (101-200) من يناير إلى سبتمبر ثم يتدهور بشكل حاد إلى مستويات "سيئة للغاية" (301-400) أو "شديدة" (401-500) أو "خطرة" (500+) في الأشهر الثلاثة من أكتوبر إلى ديسمبر، بسبب عوامل متعددة مثل حرق القش ومفرقعات مهرجان ديوالي النارية والطقس البارد. ارتفعت مستويات الجسيمات المعلقة بنسبة 44٪ في الفترة 2013-2014، بسبب زيادة انبعاثات السيارات والصناعات وأعمال البناء وحرق المحاصيل في الولايات المجاورة. تحتوي المدينة مستويات عالية من الجسيمات المحمولة في الجو مثل PM2.5، بتركيز يبلغ 153 ميكروغرامًا.
ارتفاع مستويات تلوث الهواء أدى إلى زيادة كبيرة في الأمراض الرئوية، خصوصًا الربو وسرطان الرئة، بين أطفال ونساء دلهي. يسبب الضباب الدخاني الكثيف والعجاج خلال فصل الشتاء اضطرابات كبيرة في حركة المرور الجوية والسكك الحديدية سنويًا. يذكر خبراء الأرصاد الجوية الهنود أن متوسط درجة الحرارة القصوى في فصل الشتاء قد انخفض بشكل ملحوظ منذ عام 1998 بسبب تزايد تلوث الهواء.
انتقد دعاة حماية البيئة حكومة دلهي لعدم بذلها جهودًا كافية للحد من تلوث الهواء ولعدم إعلام الناس بشكل كافٍ بقضايا جودة الهواء. طالبت لجنة بيئية المحكمة العليا الهندية في عام 2014 بفرض ضريبة بنسبة 30٪ على سيارات الديزل، ولكن لم يتخذ حتى الآن أي إجراء لمعاقبة صناعة السيارات. نشرت وزارة علوم الأرض الهندية ورقة بحثية في أكتوبر 2018 تُعزي نحو 41٪ من تلوث الهواء PM2.5 في دلهي إلى انبعاثات المركبات و21.5٪ إلى الغبار والحرائق و18٪ إلى الصناعات. وادعى مدير مركز العلوم والبيئة (CSE) أن جمعية مصنعي السيارات الهندية (SIAM) تضغط "ضد التقرير" لأنه "غير مريح" لصناعة السيارات.
غالبية سكان دلهي لا يدركون المستويات المقلقة لتلوث الهواء في المدينة والمخاطر الصحية المصاحبة له. كان المتوسط السنوي لجزيئات PM2.5 في المدينة 107.6 ميكروغرام/م3 في عام 2020، وهو ما يزيد بنحو 21.5 مرة عن إرشادات منظمة الصحة العالمية لجزيئات PM2.5 (5 ميكروغرام/م3، المحددة في سبتمبر 2021). تقدر الدراسات أن هذه المستويات من التلوث تخفض متوسط العمر المتوقع لسكان دلهي بحوالي 10.1 سنوات. لكن بدأ الوعي يزداد بشكل ملحوظ منذ عام 2015 خاصة بين السلك الدبلوماسي الأجنبي والهنود من ذوي الدخل المرتفع.
اتخذت دلهي إجراءات لتقليل تلوث الهواء منذ منتصف التسعينيات، فتمتلك ثالث أكبر عدد من الأشجار بين المدن الهندية، تدير شركة دلهي للنقل أكبر أسطول في العالم من حافلات الغاز الطبيعي المضغوط الصديقة للبيئة. رفعت المحكة العليا الهندية في عام 1996 دعوى قضائية للمصلحة العامة أدت إلى تحويل أسطول دلهي من الحافلات وسيارات الأجرة لتعمل بالغاز الطبيعي المضغوط وحظر استخدام البنزين المحتوي على الرصاص في عام 1998. حصلت دلهي على جائزة "الشريك الدولي للمدن النظيفة للعام" من وزارة الطاقة الأمريكية تقديراً لجهودها في تقليل تلوث الهواء ودعم الوقود البديل في عام 2003. ساهم مترو دلهي في تقليل ملوثات الهواء بالمدينة بشكل كبير.
لكن يذكر عدة مؤلفين أن معظم هذه المكاسب قد ضاعت خصوصًا بسبب حرق القش وزيادة حصة سيارات الديزل في السوق والانخفاض الحاد في عدد ركاب الحافلات. يؤدي حرق النفايات الزراعية في مناطق البنجاب وهاريانا وأتر برديش المجاورة إلى تفاقم الضباب الدخاني فوق دلهي بشكل كبير بحسب مركز العلوم والبيئة (CSE) ونظام التنبؤ بالطقس والبحوث المتعلقة بجودة الهواء (SAFAR). وقد احتلت دلهي المرتبة السابعة كأفضل "مدينة وطنية للهواء النظيف" ضمن الفئة الأولى للمدن التي يزيد عدد سكانها عن 10 ملايين نسمة في الهند في "نتائج Swachh Vayu Survekshan 2024".

## الحكومة والسياسة

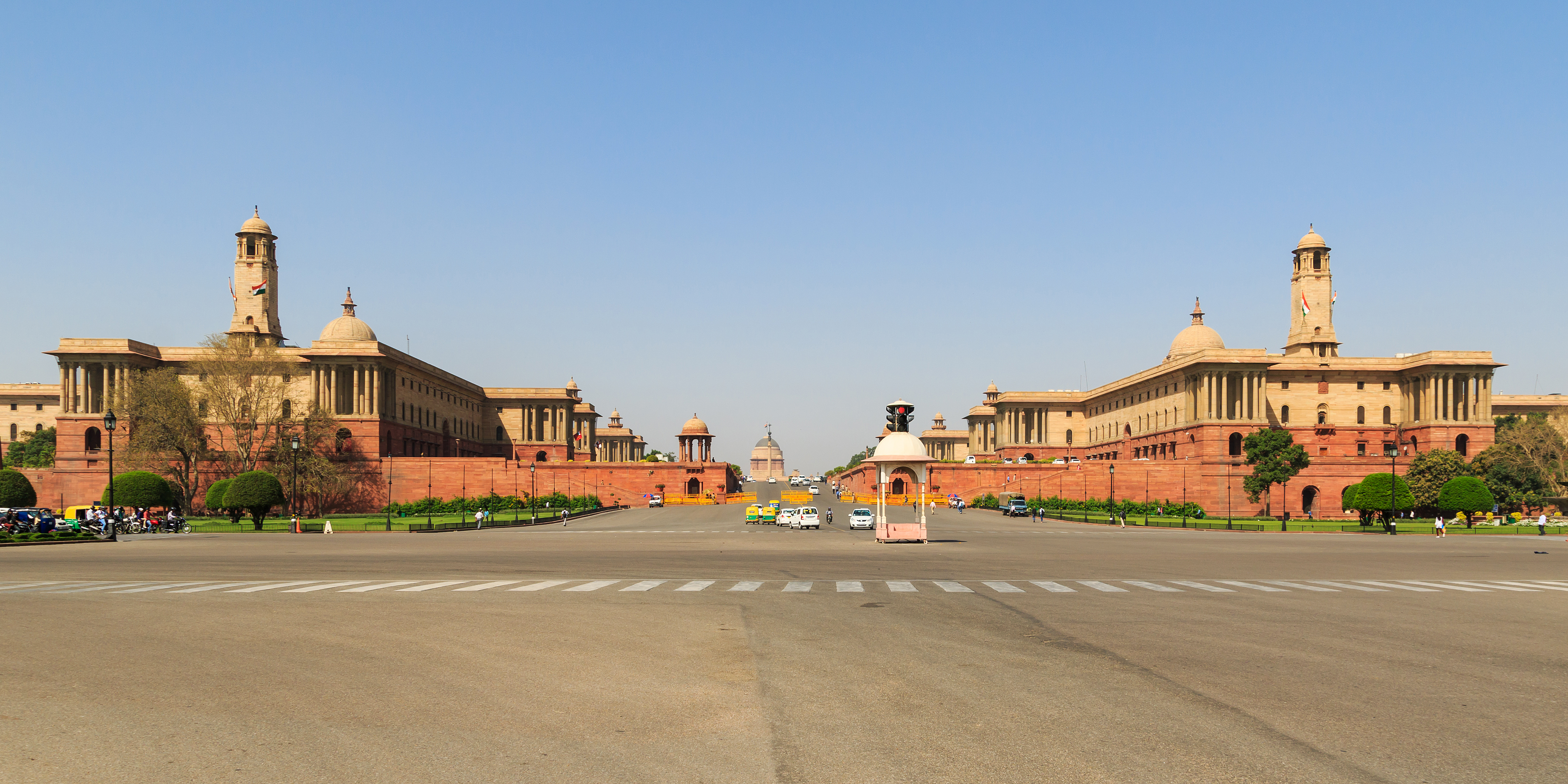
مقر الحكومة في دلهي

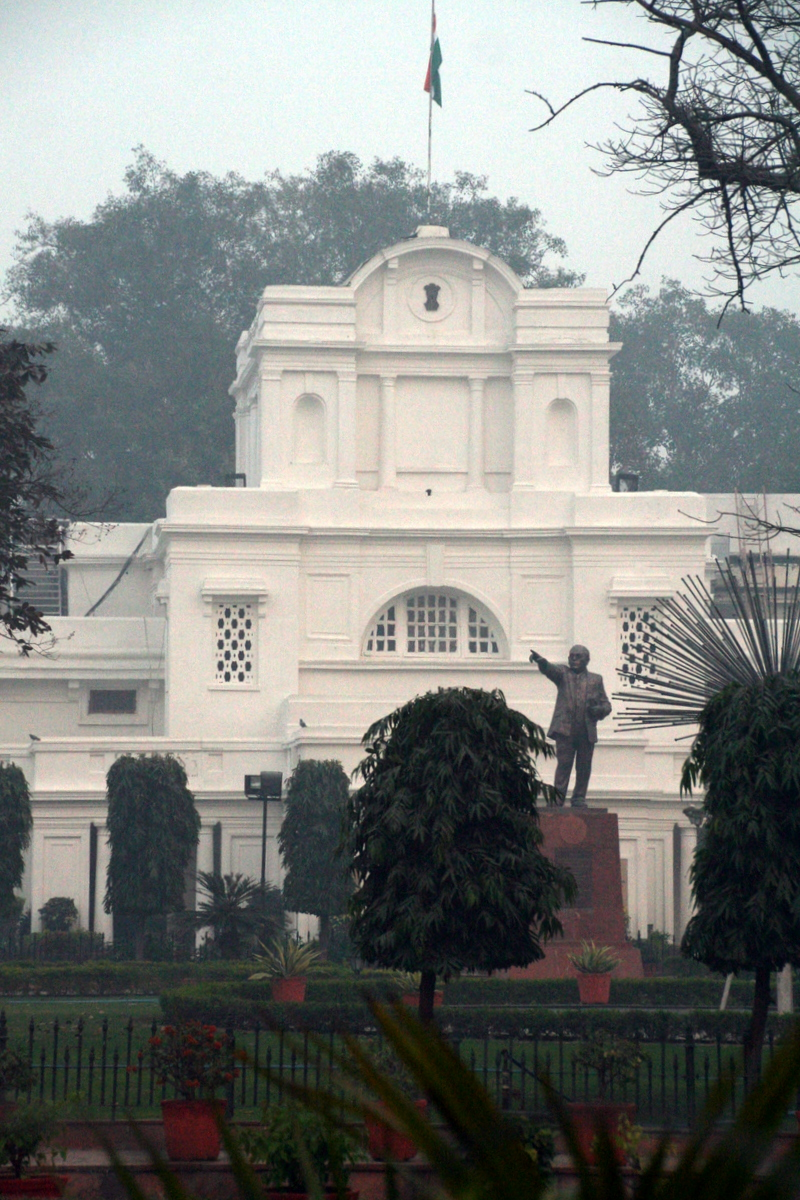
جمعية دلهي التشريعية

يمتلك إقليم العاصمة الوطنية دلهي مجلسه التشريعي الخاص ونائب حاكم ومجلس وزراء ورئيس وزراء. يُنتخب أعضاء الجمعية التشريعية مباشرةً من الدوائر الانتخابية الإقليمية. ألغيت الجمعية التشريعية لدلهي في عام 1956 وأصبحت تتبع مباشرة للحكومة المركزية حتى إعادة تأسيسها في عام 1993. تدير المؤسسة البلدية الإدارة المدنية للمدينة ضمن قانون بانشاياتي راج. تتقاسم حكومة الهند وحكومة إقليم العاصمة الوطنية دلهي إدارة نيودلهي التي تقع فيها الهيئتان. يوجد برلمان الهند وراشتراباتي بهافان (القصر الرئاسي) وأمانة مجلس الوزراء والمحكمة العليا الهندية في منطقة بلدية نيودلهي. تضم دلهي 70 دائرة انتخابية للجمعية وسبع دوائر انتخابية للوك سابها (مجلس النواب في البرلمان الهندي).
شكّل المؤتمر الوطني الهندي (المؤتمر) جميع حكومات دلهي حتى تسعينيات القرن العشرين، حتى تولى حزب بهاراتيا جاناتا بقيادة مادان لال كورانا السلطة. استعاد المؤتمر السلطة بقيادة شيلا ديكشيت في عام 1998 وأُعيد انتخابها لثلاث فترات متتالية. أطاح حزب عام آدمي الجديد بقيادة أرفيند كيجريوال بالمؤتمر من السلطة في عام 2013. لكنها كانت حكومة قصيرة الأجل وانهارت بعد 49 يومًا فقط. دخلت دلهي تحت الحكم الرئاسي حتى فبراير 2015، ثم عاد حزب عام آدمي إلى السلطة بفوز ساحق، ففاز ب 67 مقعدًا من أصل 70 في الجمعية التشريعية لدلهي، ويحتفظ حزب عام آدمي بالسلطة منذ ذلك الحين.

## الإدارة

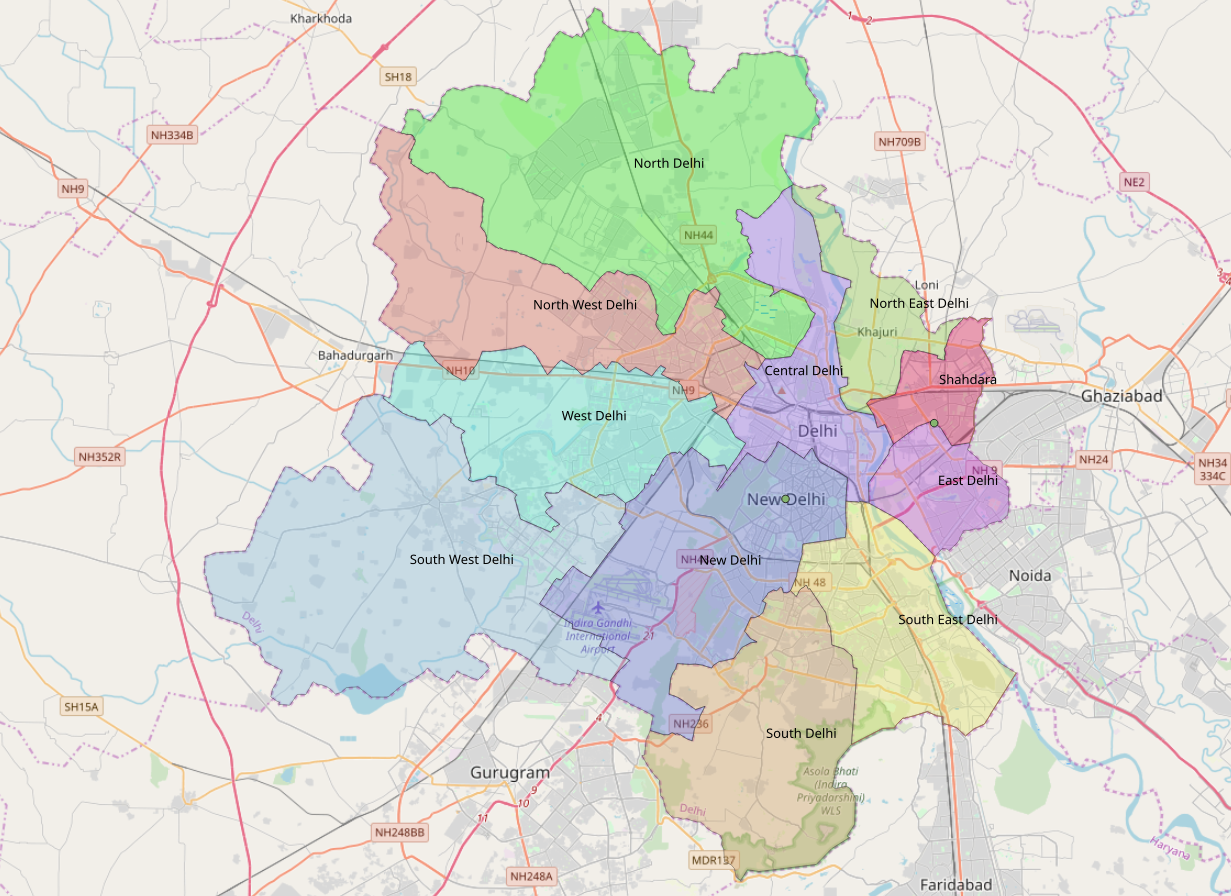
مقاطعات دلهي

يتألف الإقليم العاصمة الوطنية في دلهي من قسم واحد و11 مقاطعة و33 تقسيمًا فرعيًا و59 مدينة تعداد و300 قرية. من جهة أخرى ينقسم الإقليم إلى ثلاث بلديات قد تختلف حدودها عن حدود المقاطعات.
- مؤسسة بلدية دلهي التي تدير مساحة 1,397.3 كـم2 (539.5 ميل2)، مقسمة إلى 12 منطقة، هي: الوسط والجنوب والغرب ونجفجاره وروهيني والمنطقة المدنية وكارول باغ وإس بي-سيتي كيشافبورام وناريلا وشمال شهدرا وجنوب شهدرا.[144] شيلي أوبروي هي العمدة الحالية لمؤسسة بلدية دلهي الموحدة منذ عام 2023.[145]
- بلدية نيودلهي التي تدير مساحة 42.7 كـم2 (16.5 ميل2)
- كانتون دلهي الذي يدير مساحة 42.3 كـم2 (16.3 ميل2)

كانت بلدية دلهي تقسم إلى ثلاث شركات بلدية بين 13 يناير 2011 و22 مايو 2022، هي:
1. كان لمؤسسة بلدية جنوب دلهي (SDMC) ولاية قضائية على مناطق جنوب وغرب دلهي تشمل ماهيبالبور وحديقة راجوري وأوتام نجر وباداربور وجايتبور وجاناكبوري وهاري نجر وتيلاك نجر ودواركا وجونغبورا وكايلاش الكبرى وآر كي بورام ومالفيا نجر وكالكاجي وأمبيدكار نجر وبول بهلادبور.
2. كان لمؤسسة بلدية شمال دلهي (NDMC) ولاية قضائية على مناطق مثل بادلي وريثالا وباوانا وكيراري ومانغولبوري وتري نجر ومودل تاون وسادار بازار وتشاندني تشوك وماتيا محل وكارول باغ وموتي نجر
3. كان لمؤسسة بلدية شرق دلهي (EDMC) ولاية قضائية على مناطق مثل باتبارجانج وكوندلي ولاكسمي نجر وسيمابوري وجوندا وكاروال نجر وباباربور وشهادرا.[147]

دلهي هي مقر محكمة دلهي العليا في وهي ثاني أعلى سلطة قضائية في المدينة بعد المحكمة العليا. يوجد في دلهي سبع محاكم محلية هي: مجمع محكمة هازاري ومجمع محكمة كاركاردوما ومجمع باتيالا هاوس كورت ومجمع روهيني كورت ومجمع دواركا للمحاكم ومجمع ساكيت كورت ومحكمة روس أفينيو. توجد في دلهي بالإضافة إلى محاكم المقاطعات محاكم المستهلك ومحاكم CBI ومحاكم العمل ومحاكم الإيرادات ومحاكم الجيش ومحاكم الكهرباء ومحاكم السكك الحديدية وغيرها من المحاكم المتخصصة التي تعمل وفق السلطات القضائية المختصة.
تنقسم دلهي إلى خمسة عشر منطقة شرطة تنقسم أيضا إلى 95 منطقة مركز شرطة محلية. يوجد في دلهي حاليا 180 مركزا للشرطة.

## الاقتصاد
دلهي هي أكبر مركز تجاري في شمال الهند. تراوحت التقديرات الأخيرة لاقتصاد منطقة دلهي الحضرية من 370 مليار دولار إلى 400 مليار دولار (الناتج المحلي الإجمالي، تعادل القدرة الشرائية) مما يجعلها إما أكثر أو ثاني أكثر منطقة حضرية إنتاجًا في الهند في عام 2016. قدر الناتج المحلي الإجمالي الاسمي للإقليم في فترة 2016-17 بمبلغ 6224 مليار روبية هندية (100 مليار دولار أمريكي)، بزيادة 13٪ عن 2015-16. صنف مؤشر أكسفورد إيكونوميكس للمدن العالمية 2024 دلهي كأفضل مدينة في الهند و108 أفضل مدينة في العالم من حيث الاقتصاد.
يساهم القطاع الثالث بنسبة 70.95٪ من إجمالي اقتصاد دلهي يليه القطاعان الثانوي والأولي بنسبة 25.20٪ و3.85٪ على التوالي وذلك في المسح الاقتصادي لدلهي (2005-2006). تشكل القوى العاملة في دلهي 32.82٪ من سكان الإقليم، وزادت بنسبة 52.52٪ بين عامي 1991 و2001. انخفض معدل البطالة في دلهي من 12.57٪ في 1999-2000 إلى 4.63٪ في عام 2003. سُجل 636,000 شخص في مختلف برامج تبادل العمالة في دلهي في ديسمبر 2004.
بلغ إجمالي القوى العاملة في الحكومات الوطنية وحكومات الولايات والقطاع شبه الحكومي 594,000، ووظف القطاع الخاص 273,000 في عام 2018. القطاعات الخدمية الرئيسة بها هي تكنولوجيا المعلومات والاتصالات السلكية واللاسلكية والفنادق والخدمات المصرفية والإعلام والسياحة. البناء والطاقة والصحة والخدمات المجتمعية والعقارات هي قطاعات مهمة أيضا لاقتصاد المدينة. دلهي لديها واحدة من أكبر وأسرع قطاعات البيع بالتجزئة نموًا في الهند. وظف قطاع التصنيع 1,440,000 عامل وكان في المدينة 129,000 وحدة صناعية في عام 2001.

## المرافق المدنية
يدير مجلس دلهي جال (DJB) إمدادات المياه البلدية في دلهي. وفر المجلس 650 مليون جالون يوميًا في يونيو 2005، بينما قدرت الحاجة الاستهلاكية بـ 963 مليون جالون يوميًا. يُسد العجز من خلال الآبار الخاصة والعامة والمضخات اليدوية. يُعد خزان بهاكرا أكبر مصدر للمياه في الإقليم يتبعه نهرا جمنة والغانج. يعاني السكان غالبًا من نقص حاد في المياه بسبب انخفاض مستوى المياه الجوفية وزيادة الكثافة السكانية في دلهي. تُظهر الدراسات أن ما يصل إلى نصف استهلاك المياه في المدينة يأتي من مصادر مياه جوفية غير رسمية.
يصل إنتاج النفايات الصلبة المنزلية اليومي في دلهي إلى 8000 طن، يُتخلص منها في ثلاثة مواقع للدفن. يبلغ الإنتاج اليومي لمياه الصرف الصحي المنزلية 470 مليون جرام والصناعية 70 مليون جرام. يصرف جزء كبير من مياه الصرف الصحي في نهر جمنة دون معالجة. يصل استهلاك الكهرباء في المدينة إلى حوالي 1,265 كيلو واط ساعة للفرد، بينما الطلب الفعلي أعلى. تدير خدمة إطفاء دلهي 43 محطة إطفاء تستجيب لحوالي 15000 مكالمة إطفاء وإنقاذ سنويًا.

## النقل

### الطيران

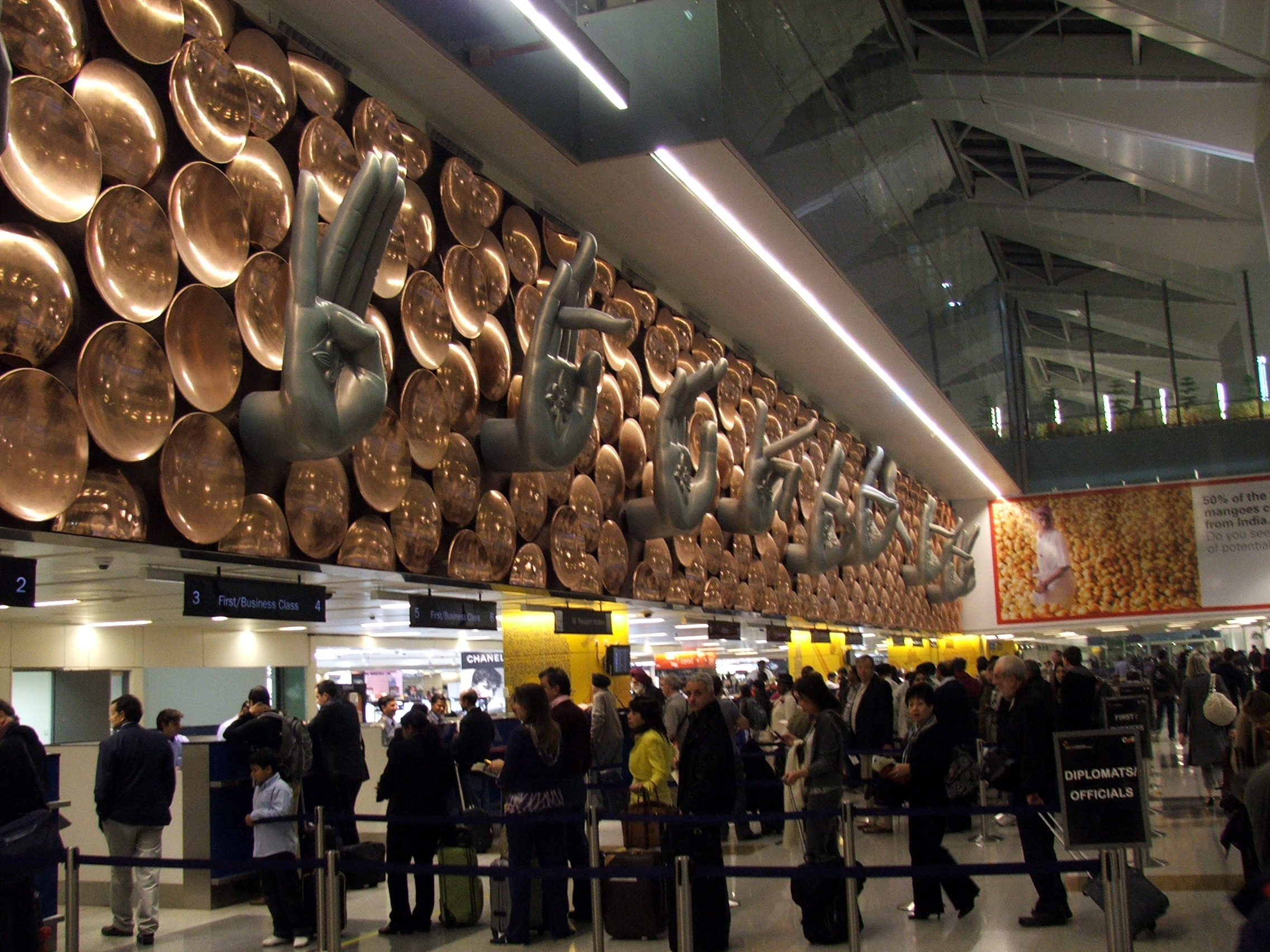
مكتب الجوازات في مطار أنديرا غاندي الدولي في المبنى رقم 3

يقع مطار أنديرا غاندي الدولي جنوب غرب دلهي وهو البوابة الأساسية للرحلات الجوية المحلية والدولية في المدينة. استقبل المطار أكثر من 48 مليون مسافر في عامي 2015 و2016. يستطيع المبنى رقم 3 الذي بُني بتكلفة 96.8 مليار روبية هندية (1٫6 مليار دولار أمريكي) بين عامي 2007 و2010، التعامل مع 37 مليون مسافر سنويًا. حصل المطار على جائزة أفضل مطار في العالم في فئة 15-25 مليون مسافر من قبل مجلس المطارات الدولي في عام 2010. صُنف أفضل مطار في العالم لفئة 25-40 مليون مسافر في عام 2015. كما حصل مطار دلهي على جائزة أفضل مطار في آسيا الوسطى وأفضل موظفي مطار في آسيا الوسطى في حفل جوائز سكاي تراكس العالمية للمطارات لعام 2015. افتتح رئيس الوزراء ناريندرا مودي مطار هيندون المحلي في غازي آباد في 8 مارس 2019. وقد اقترح إنشاء مطار دولي ثانٍ للرحلات التجارية إما بتوسيع مطار ميروت أو بناء مطار جديد في نويدا الكبرى، وقد وافقت حكومة ولاية أتر برديش على إنشاء مطار نويدا الكبرى الدولي في جوار.
أُسس نادي دلهي للطيران في عام 1928 وكان يضم طائرتين من طراز دي هافيلاند موث باسمي دلهي وروشانارا، وكان يقع في مطار صفدر جنك الذي بدأ العمل في عام 1929 وكان المطار الوحيد في دلهي والثاني في الهند. استمر المطار في العمل حتى عام 2001، لكن الحكومة أغلقته في يناير 2002 لأسباب أمنية بعد هجمات نيويورك سبتمبر 2001. يقتصر نشاط النادي منذ ذلك الوقت على دورات صيانة الطائرات، ويستخدم المطار لإقلاع طائرات الهليكوبتر التي تنقل كبار الشخصيات إلى مطار أنديرا غاندي الدولي بمن فيهم الرئيس ورئيس الوزراء.

### الطرق
تمتلك دلهي أعلى كثافة للطرق في الهند فتبلغ 2103 كيلومترات لكل 100 كيلومتر مربع. وهي مرتبطة بمختلف أنحاء الهند عبر خمس طرق سريعة وطنية هي: NH 1 وNH 2 وNH 8 وNH 10 وNH 24. كما تنطلق من المدينة شوكتا الطرق السريعة دلهي مومباي ودلهي كلكتا اللذان هما جزء من طرق الرباعي الذهبي. تُصان معظم الطرق في المدينة التي يزيد عرضها عن 60 قدمًا (18 مترًا) من قبل إدارة الأشغال العامة التي تتبع لإدارة حكومة دلهي، بينما تُصان بعض الطرق من قبل هيئة تنمية دلهي ومجلس بلدية نيودلهي اللذان يتبعان لحكومة الهند. أما الطرق والشوارع التي يقل عرضها عن 60 قدمًا (18 مترًا) فتُصان من قبل مؤسسة بلدية دلهي، وتُصان الطرق والشوارع في المناطق العشوائية من قبل العضو المحلي في الجمعية التشريعية.
الحافلات هي الوسيلة الأكثر شعبية للنقل البري في دلهي فيستخدمها حوالي 60٪ من المتنقلين في المدينة، تمتلك دلهي واحدة من أكبر شبكات الحافلات في الهند. أمرت المحكمة العليا الهندية في عام 1988 بأن تعمل جميع وسائل النقل العام في دلهي بالغاز الطبيعي المضغوط (CNG) للتقليل من التلوث الآتي من المركبات. تدير شركة دلهي للنقل العام المملوكة للدولة خدمة الحافلات وتمتلك أكبر أسطول في العالم من الحافلات التي تعمل بالغاز الطبيعي المضغوط. محطات الحافلات الرئيسية المتجهة نحو الولايات الأخرة في دلهي هي بوابة كشمير وأناند فيهار وسراي كالي خان. نمو دلهي الاقتصادي السريع والتوسع السكاني أدى إلى زيادة الطلب على النقل مما وضع ضغوطًا كبيرة على البنية التحتية للنقل بالمدينة. أنشأت حكومة الإقليم نظام نقل جماعي سريع يشمل مترو دلهي لمواكبة هذا الطلب. يوجد في دلهي حوالي 1,650 حافلة كهربائية تديرها شركة النقل في دلهي وهو العدد الأكبر في الهند والثالثة عالميًا بعد شنجن وسانتياغو في عام 2024.
شكلت المركبات الخاصة 30٪ من إجمالي المركبات في دلهي في عام 2007. وتعد دلهي المدينة التي تضم أكبر عدد من السيارات المسجلة مقارنةً بأي مدينة حضرية أخرى في الهند. تعج طرق دلهي بسيارات الأجرة وعربات الريكاشة الآلية والدراجات بأعداد كبيرة. وصل عدد المركبات في إقليم العاصمة دلهي إلى 11.2 مليون في عام 2008، وكان هناك 85 سيارة لكل 1000 من سكان دلهي في نفس العام. تجاوز عدد المركبات في دلهي وحدها العشرة ملايين، فسجلت إدارة النقل في حكومة دلهي إجمالي 10,567,712 مركبة في 25 مايو 2017.

### السكك الحديدية

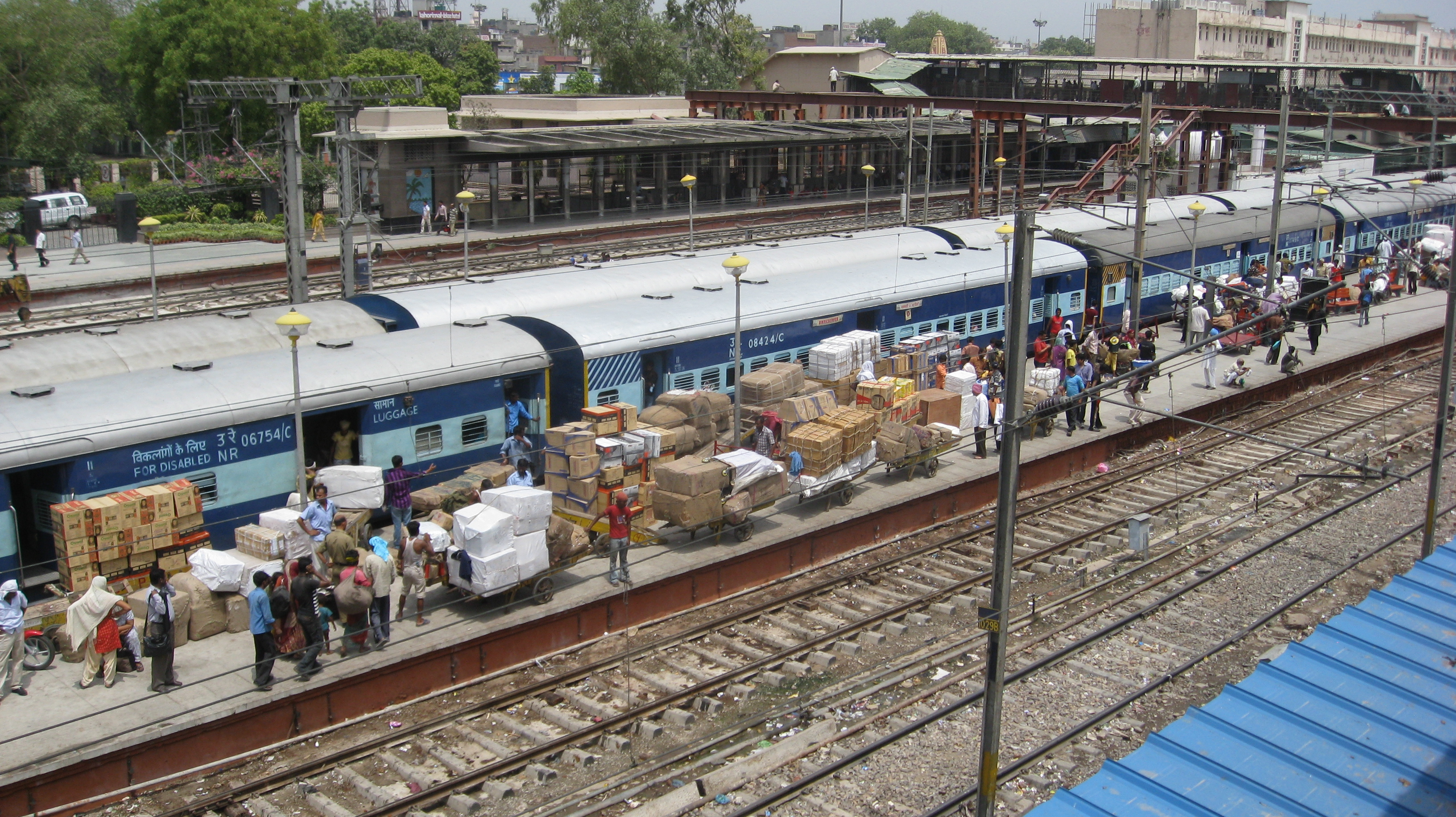
قطار ركاب في محطة سكة حديد نيودلهي.

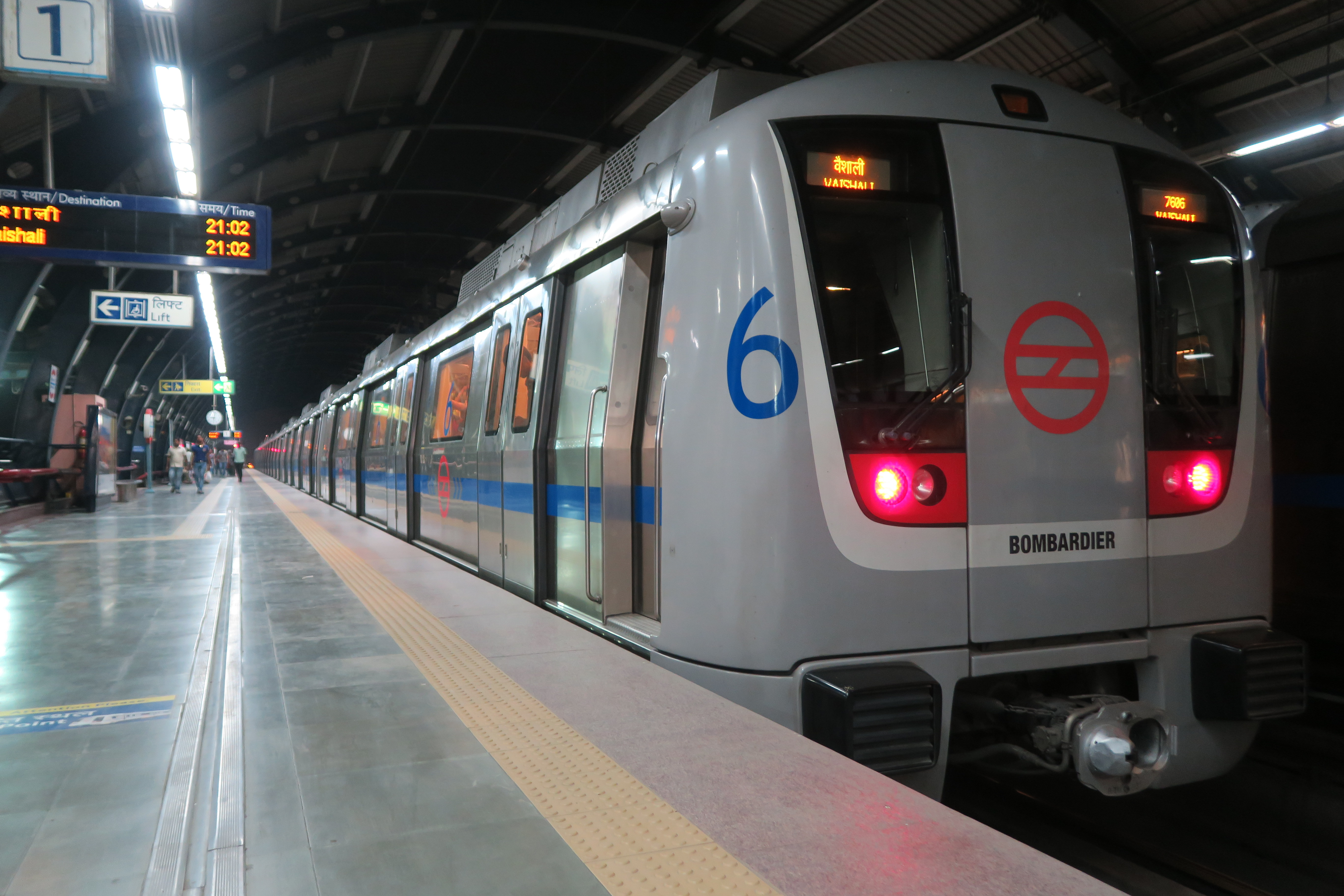
إحدى قطارات مترو دلهي

تعتبر دلهي مركزًا رئيسيًا في شبكة السكك الحديدية الهندية ومقرًا للسكك الحديدية الشمالية. المحطات الرئيسية بها هي نيودلهي ودلهي القديمة وحضرة نظام الدين وأناند فيهار ودلهي سراي روهيلا ودلهي كانت. يخدم مترو دلهي الذي بنته وتديره شركة مترو دلهي للسكك الحديدية العديد من أجزاء دلهي والمدن المجاورة مثل غازي آباد وفريد آباد وجورجاون ونويدا. يُعد المترو العاشر عالميًا من حيث طول الخطوط وهو ثاني نظام نقل عام حديث في الهند. تتألف الشبكة من 10 خطوط مرمزة بالألوان تخدم 255 محطة بإجمالي طول يصل إلى348.12 كـم (216.31 ميل). يضم المترو مزيج من المحطات تحت الأرض والمحطات السطحية والمرتفعة، ويستخدم كلاً من المقياس العريض والقياسي. تحتوي كل المحطات على سلالم متحركة ومصاعد وبلاط توجيهي للمكفوفين من مدخل المحطة إلى القطارات.  بُنيت المرحلة الأولى بتكلفة 2.3 مليار دولار أمريكي، وكان من المتوقع أن تبلغ تكلفة المرحلة الثانية 216 مليار روبية هندية (3٫6 مليار دولار أمريكي)، اكتملت المرحلة الثانية بطول إجمالي 128 كم (80 ميل) في عام 2010. احتفل مترو دلهي بعشر سنوات من التشغيل في 25 ديسمبر 2012، وينقل ملايين الركاب يوميًا. يوجد خط سكة حديد ضواحي يُعرف بسكة حديد ضواحي دلهي.

## السكان
بلغ عدد سكان إقليم العاصمة الوطنية 16,753,235 نسمة في تعداد 2011. كانت الكثافة السكانية 11,297 شخصًا لكل كيلومتر مربع، تبلغ  نسبة الجنس 866 امرأة لكل 1000 رجل ومعدل معرفة القراءة والكتابة 86.34%. بلغ معدل المواليد 20.03 ومعدل الوفيات 5.59 ومعدل وفيات الرضع 13.08 لكل 1000 من السكان في عام 2004. زاد عدد سكان دلهي بمقدار 285,000 نسمة في عام 2001 نتيجة للهجرة، وبمقدار 215,000 نتيجة للنمو السكاني الطبيعي، مما جعل دلهي واحدة من أسرع المدن نموًا في العالم. تقع مدينة دواركا الفرعية، أكبر منطقة سكنية مخططة في آسيا، داخل إقليم العاصمة الوطنية دلهي.

الهرم السكاني لإقليم العاصمة الوطنية دلهي

أدى التوسع العمراني إلى توسع المنطقة الحضرية في دلهي لتتجاوز حدود إقليم العاصمة شاملةً بلدات ومدن الولايات المجاورة مثل فريدآباد وجورجاون في هاريانا، وغازي أباد ونويدا في أتر برديش، وتقدر الأمم المتحدة إجمالي عدد السكان منطقة دلهي الحضرية بأكثر من 28 مليون نسمة. تعد منطقة دلهي الحضرية ثاني أكبر منطقة حضرية في العالم بعد طوكيو بحسب الأمم المتحدة، لكن تذكر بعض المصادر أن دلهي الثالثة وجاكرتا الحضرية هي الثانية. بلغ عدد سكان المناطق الحضرية بـ 16,314,838 داخل حدود الإقليم و21,753,486 للمنطقة الحضرية بأكملها في عام 2011. سميت المنطقة الحضرية بمنطقة العاصمة الوطنية الوسطى (CNCR) في الخطة الإقليمية لعام 2021 التي أصدرتها حكومة الهند، بينما كانت تسمى بالمنطقة الحضرية الممتدة من منطقة دلهي الحضرية في خطة عام 2001.
يعيش حوالي 49٪ من سكان دلهي في الأحياء الفقيرة والمناطق العشوائية التي لا يوجد بها أي مرافق مدنية. غالبية هذه الأحياء الفقيرة فيها إمدادات غير كافية للمرافق الأساسية وفقا لتقرير DUSIB، تقريبا ما يقرب من 22٪ من الناس في هذه المناطق يتغوطون في العراء.

### الدين
أديان دلهي (2011)
الهندوسية هي الديانة السائدة في دلهي فيتبعها 81.68٪ من سكان دلهي يليها الإسلام (12.86 ٪) والسيخية (3.40 ٪) والجاينية (0.99 ٪) والمسيحية (0.87 ٪) والبوذية (0.11 ٪). ويوجد بها أقليات من الزرادشتية والبهائية واليهودية.
| الدين      | 1881:520   | 1881:520 | 1891:68    | 1891:68 | 1901:44    | 1901:44 | 1911:20    | 1911:20 | 1921:30    | 1921:30 | 1931:119   | 1931:119 | 1941:80    | 1941:80 | 1951       | 1951   | 2011       | 2011   |
| الدين      | عدد السكان | %        | عدد السكان | %       | عدد السكان | %       | عدد السكان | %       | عدد السكان | %       | عدد السكان | %        | عدد السكان | %       | عدد السكان | %      | عدد السكان | %      |
| ---------- | ---------- | -------- | ---------- | ------- | ---------- | ------- | ---------- | ------- | ---------- | ------- | ---------- | -------- | ---------- | ------- | ---------- | ------ | ---------- | ------ |
| الهندوسية  | 97,601     | 55.02%   | 108,058    | 56.11%  | 114,417    | 54.86%  | 121,735    | 52.28%  | 325,551    | 66.65%  | 400,302    | 62.92%   | 567,264    | 61.8%   | 1,467,854  | 84.16% | 13,712,100 | 81.68% |
| الإسلام    | 74,159     | 41.81%   | 79,238     | 41.15%  | 88,460     | 42.41%  | 102,476    | 44.01%  | 141,758    | 29.02%  | 206,960    | 32.53%   | 304,971    | 33.22%  | 99,501     | 5.71%  | 2,158,684  | 12.86% |
| الجاينية   | 2,905      | 1.64%    | 3,256      | 1.69%   | 3,266      | 1.57%   | 3,531      | 1.52%   | 4,698      | 0.96%   | 5,345      | 0.84%    | 11,287     | 1.23%   | 20,174     | 1.16%  | 166,231    | 0.99%  |
| المسيحية   | 997        | 0.56%    | 1,700      | 0.88%   | 2,164      | 1.04%   | 3,075      | 1.32%   | 13,320     | 2.73%   | 16,989     | 2.67%    | 17,475     | 1.9%    | 18,685     | 1.07%  | 146,093    | 0.87%  |
| السيخية    | 869        | 0.49%    | 289        | 0.15%   | 229        | 0.11%   | 1,939      | 0.83%   | 2,764      | 0.57%   | 6,437      | 1.01%    | 16,157     | 1.76%   | 137,096    | 7.86%  | 570,581    | 3.4%   |
| الزرادشتية | —          | —        | 31         | 0.02%   | 35         | 0.02%   | 74         | 0.03%   | 72         | 0.01%   | 126        | 0.02%    | 284        | 0.03%   | 164        | 0.01%  | —          | —      |
| اليهودية   | —          | —        | 6          | 0%      | —          | —       | 7          | 0%      | 17         | 0%      | 11         | 0%       | 55         | 0.01%   | 90         | 0.01%  | —          | —      |
| البوذية    | —          | —        | 0          | 0%      | 0          | 0%      | 0          | 0%      | 6          | 0%      | 76         | 0.01%    | 150        | 0.02%   | 503        | 0.03%  | 18,449     | 0.11%  |
| أخرى       | 861        | 0.49%    | 1          | 0%      | 4          | 0%      | 0          | 0%      | 2          | 0%      | 0          | 0%       | 296        | 0.03%   | 5          | 0%     | 15,803     | 0.09%  |
| المجموع    | 177,392    | 100%     | 192,579    | 100%    | 208,575    | 100%    | 232,837    | 100%    | 488,452    | 100%    | 636,246    | 100%     | 917,939    | 100%    | 1,744,072  | 100%   | 16,787,941 | 100%   |

### اللغات
لغات دلهي (2011)
ذكر تقرير الخمسين لمفوض الأقليات اللغوية في الهند الذي أصدر في عام 2014، أن اللغة الهندية هي اللغة الأكثر انتشارًا في دلهي فيتحدث بها 80.94٪ من السكان تليها البنجابية بنسبة 7.14٪ والأردية بنسبة 6.31٪ والبنغالية بنسبة 1.50٪. ويتحدث 4.11٪ من سكان دلهي لغات أخرى. الهندية هي اللغة الرسمية في دلهي، وتُعتبر الأردية والبنجابية لغات رسمية إضافية.

## الثقافة
تشكلت ثقافة دلهي وتأثرت بتاريخها العريق ومكانتها كونها عاصمة الهند. يظهر التأثير البنجابي في لغة وملبس وأكل سكان دلهي نتيجة للهجرة الكبيرة التي حدثت بعد الانقسام في عام 1947. لكن أصبحت دلهي بعد ذلك مركز تنوع ثقافي بسبب الهجرات الحديثة من مختلف أنحاء الهند إليها، وهو ما يظهر في العديد من المعالم البارزة بالمدينة. تعتبر هيئة المسح الأثري للهند 1200 مبنى تراثي و175 معلم تذكاري في المدينة أنهم مواقع تراثية وطنية.
شيد المغول والحكام الأتراك العديد من المباني المعمارية الهامة في المدينة، مثل المسجد الجامع - أكبر مساجد الهند الذي بُني في عام 1656 - والقلعة الحمراء. تحتضن دلهي ثلاثة مواقع للتراث العالمي هي القلعة الحمراء ومنارة قطب الدين وضريح همايون. من المعالم الأثرية الأخرى بوابة الهند وجانتار مانتار وهو مرصد فلكي يعود للقرن الثامن عشر وبورانا كيلا وهي قلعة من القرن السادس عشر ومزار صفدر جنك أحد الحدائق المغولية. من العمارة الحديثة معبد لاكسمينارايان وسوامينارايان اكشاردام وغورودوارا بنغالية صاحب ومعبد اللوتس البهائي ومعبد ISKCON. توجد بعض المساكن الملكية في المدينة القديمة. يتعبر المتحف الوطني والمعرض الوطني للفن الحديث من أكبر المتاحف في البلاد، ومن المتاحف الأخرى المتحف الوطني للتاريخ الطبيعي والمتحف الوطني للسكك الحديدية والمتحف الوطني لهواة الطوابع. يتعبر شاندني تشوك العائد للقرن السابع عشر من أشهر مناطق في دلهي لشراء المجوهرات والساري زاري. ومن الفنون والحرف اليدوية في دلهي الزردوزي - التطريز بخيوط الذهب - والميناكاري وفن المينا.

### المهرجانات

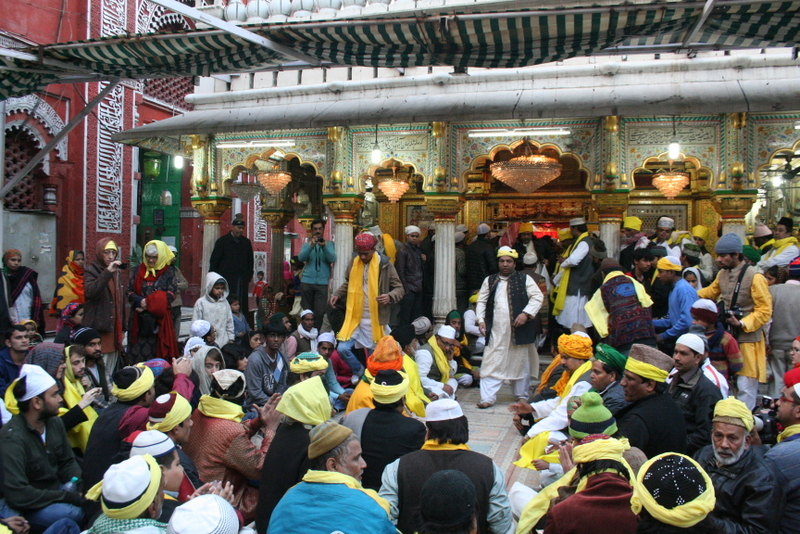
عشية بسن بانشمي الذي يجتمع مغنو القوالي الذين يرتدون عصابات رأس صفراء في دركاه الصوفي نظام الدين أولياء لإنشاد أبيات لأمير خسرو.

أسهمت العلاقة الوثيقة بين دلهي والعاصمة نيودلهي في تعزيز أهمية الفعاليات والايام الوطنية مثل يوم الجمهورية ويوم الاستقلال في 15 أغسطس وغاندي جايانتي. يلقي رئيس الوزراء خطاباً للأمة من القلعة الحمراء في عيد الاستقلال. ويُعد موكب يوم الجمهورية عرضاً ضخماً يبرز التنوع الثقافي للهند وقوتها العسكرية.
تقام المهرجانات الدينية الهندية في دلهي أيضا مثل ديوالي (مهرجان الأضواء) ومهافير جايانتي وميلاد جورو ناناك وراكشا باندهان ودورغا بوجا وهولي ولوهري وشيفراتري وكريشنا جانماستامي وبوذا جايانتي وعيد الفطر وعيد الأضحى. كما يقام مهرجان قطب هو مهرجان موسيقي ليلي يقام أمام منارة قطب الدين. تُقام فعاليات أخرى مثل مهرجان الطائرات الورقية ومهرجان المانجو الدولي وفاسانت بانشامي (مهرجان الربيع) سنويًا في دلهي. يُعقد معرض السيارات وهو أكبر معرض للسيارات في آسيا كل عامين في دلهي. يتعبر معرض نيودلهي الدولي للكتاب الذي يُقام كل سنتين في براغاتي ميدان ثاني أكبر معرض للكتب في العالم. تُعتبر دلهي "عاصمة الكتاب" في الهند نظرًا لكثرة القراء بها. تنظم منظمة تعزيز التجارة الهندية معرض الهند التجاري الدولي وهو أكبر معرض ثقافي وتسوق في دلهي، يُقام في نوفمبر من كل عام ويجذب أكثر من 1.5 مليون زائر.

### المطبخ

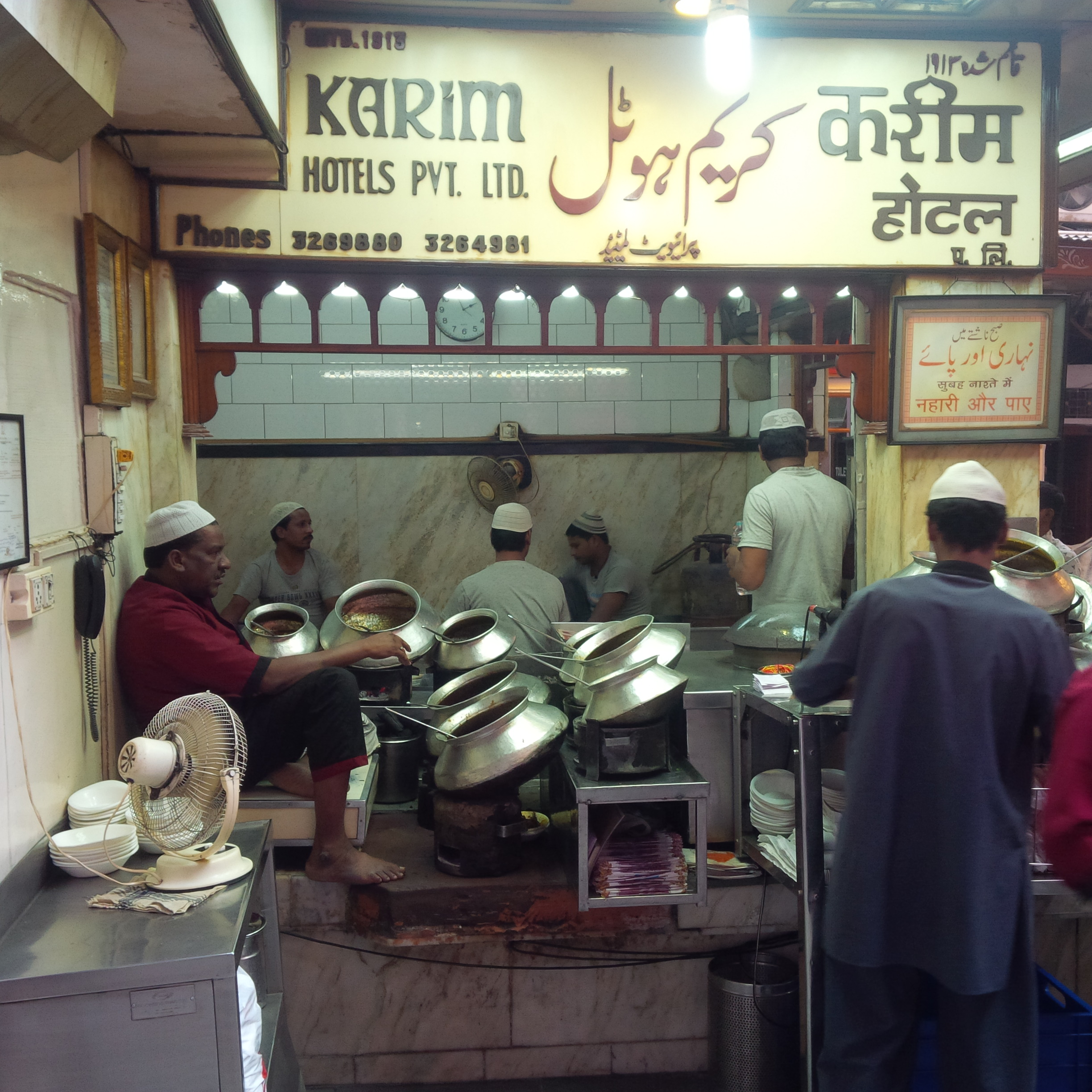
مطبخ فندق كريم وهو مطعم تاريخي في دلهي القديمة تأسس عام 1913

دلهي هي مهد المطبخ المغولي. يأكل سكانها الأطعمة الهندية والمأكولات العالمية المتنوعة. أدى هذه التنوع في الأطعمة إلى خلق أسلوب طهي فريد من أشهر أطباقه الكباب والبرياني والتندوري. من الأطباق التقليدية في المدينة: دجاج بالزبدة ودال مخاني وشاهي بانير وألو جات وجات وداهي بهالا وكاتشوري وباني بوري وسمبوسة وتشول بهاتور وتشول كولتشي وجولاب جامون والزلابية واللاسي.:40–50, 189–196
حفزت عادات المعيشة السريعة لشعب دلهي نمو منافذ طعام الشوارع. من المطابخ الشعبية في الشهيرة في المدينة فندق كريم والبنجاب جريل وبخارى. غالي بارانثي والي (شارع الخبز المقلي) وهو شارع في تشاندني تشوك مخصص لمطاعم الطعام منذ السبعينيات من القرن التاسع عشر تقريبًا كل من فيه يبيع الطعام. على أن أغلب طعام الشارع في دلهي عائد للمطبخ الهندي الشمالي إلا أن المأكولات الهندية الأخرى متوفرة أيضًا في المدينة.:40–50

## التعليم
تتبع المدارس الخاصة في دلهي، التي تُدرس بالإنجليزية أو الهندية، إحدى ثلاث هيئات إدارية: مجلس امتحانات شهادة المدرسة الهندية أو المجلس المركزي للتعليم الثانوي أو المعهد الوطني للتعليم المفتوح. كان هناك حوالي 1,529,000 طالب في المدارس الابتدائية و822,000 في المدارس المتوسطة و669,000 في المدارس الثانوية في دلهي في العام الدراسي 2004-2005. خصصت حكومة دلهي ما بين 1.58% و1.95% من إجمالي الناتج المحلي للولاية للتعليم في ذلك العام. تدير مديرية التعليم أو حكومة الولاية أو القطاع الخاص الكليات ومؤسسات التعليم العالي في دلهي. كان هناك في دلهي 165 كلية وخمس كليات طبية وثماني كليات هندسية بالإضافة إلى سبع جامعات كبرى وتسع جامعات أخرى في عام 2006.
تضم دلهي بعض من أفضل وأشهر الكليات في الهند مثل كلية الدراسات الإدارية والمعهد الهندي للتجارة الخارجية ومؤسسة العلوم الطبية لعموم الهند وجامعة القانون الوطنية التابعة لمجلس نقابة المحامين في الهند والمعهد الهندي للتكنولوجيا في دلهي الذي يُصنف من أفضل المعاهد في جنوب آسيا. أبرز الجامعات الحكومية بها هي جامعة دلهي التكنولوجية (المعروفة سابقًا بكلية دلهي للهندسة) وجامعة أنديرا غاندي التقنية للنساء في دلهي (المعروفة سابقًا بمعهد أنديرا غاندي للتكنولوجيا) ومعهد إندربراسثا لتكنولوجيا المعلومات وجامعة نيتاجي سوبهاس للتكنولوجيا (المعروفة سابقًا بمعهد نيتاجي سوبهاس للتكنولوجيا) وجامعة جورو جوبيند سينغ إندرابراسثا وجامعة القانون الوطنية. في الإقليم ثلاث جامعات مركزية هي جامعة دلهي وجامعة جواهر لال نهرو والجامعة الملية الإسلامية، وواحدة للتعليم عن بعد هي جامعة أنديرا غاندي الوطنية المفتوحة. يمتلك حوالي 16% من سكان دلهي شهادة جامعية عليا على الأقل في إحصائيات عام 2008.
تدرس اللغات التالية في مدارس دلهي بموجب نظام اللغات الثلاث:
- اللغة الأولى: الهندية والأردية والإنجليزية
- اللغة الثانية: الإنجليزية
- اللغة الثالثة: اللغة الأردية واللغة البنجابية واللغة البنغالية واللغة السندية واللغة التاميلية واللغة التيلوغوية واللغة الماليالامية واللغة الكنادية واللغة الكجراتية واللغة المراثية واللغة السنسكريتية واللغة الفارسية واللغة العربية

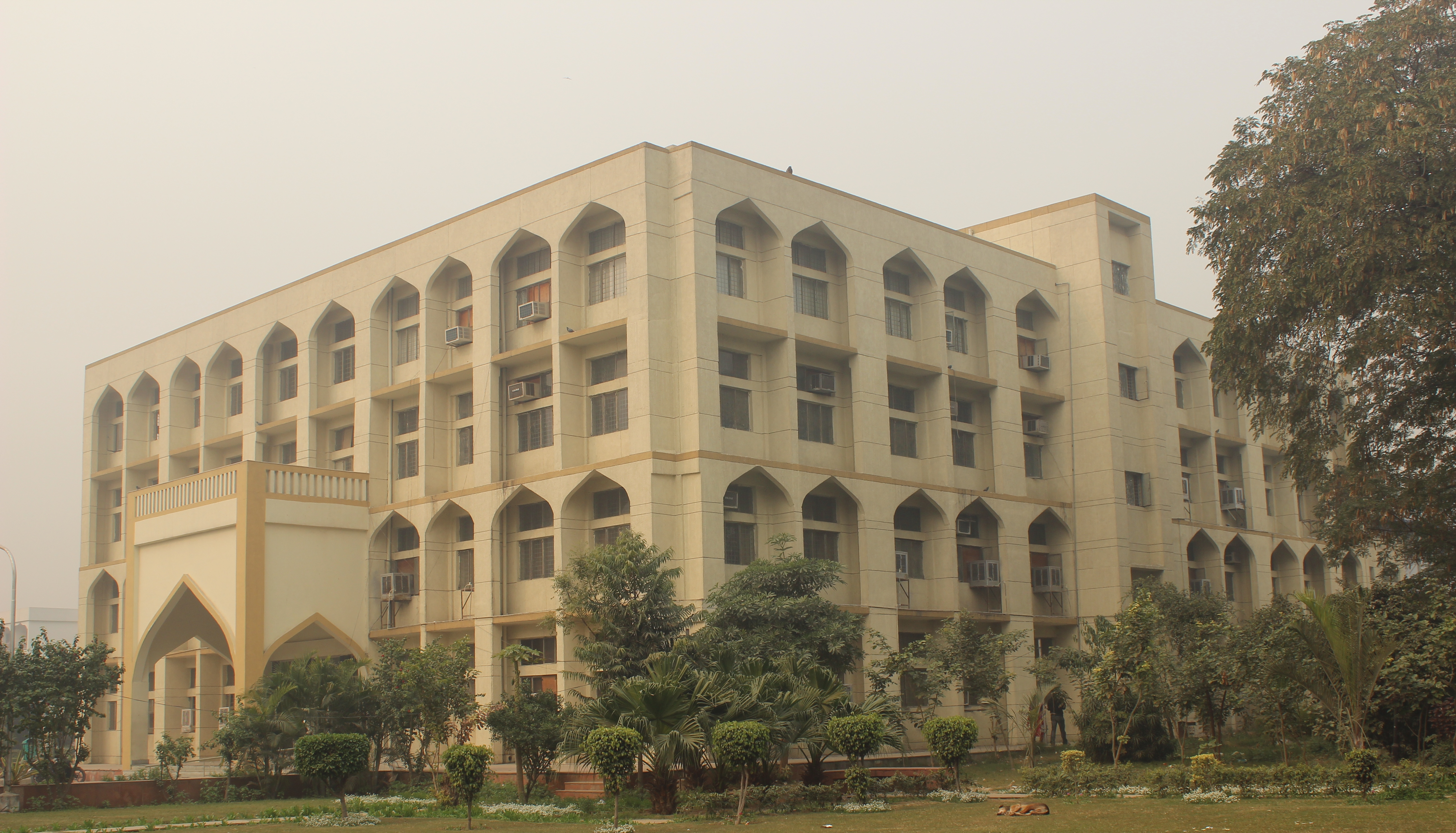
الجامعة الملية الإسلامية التي تأسست في 1920.
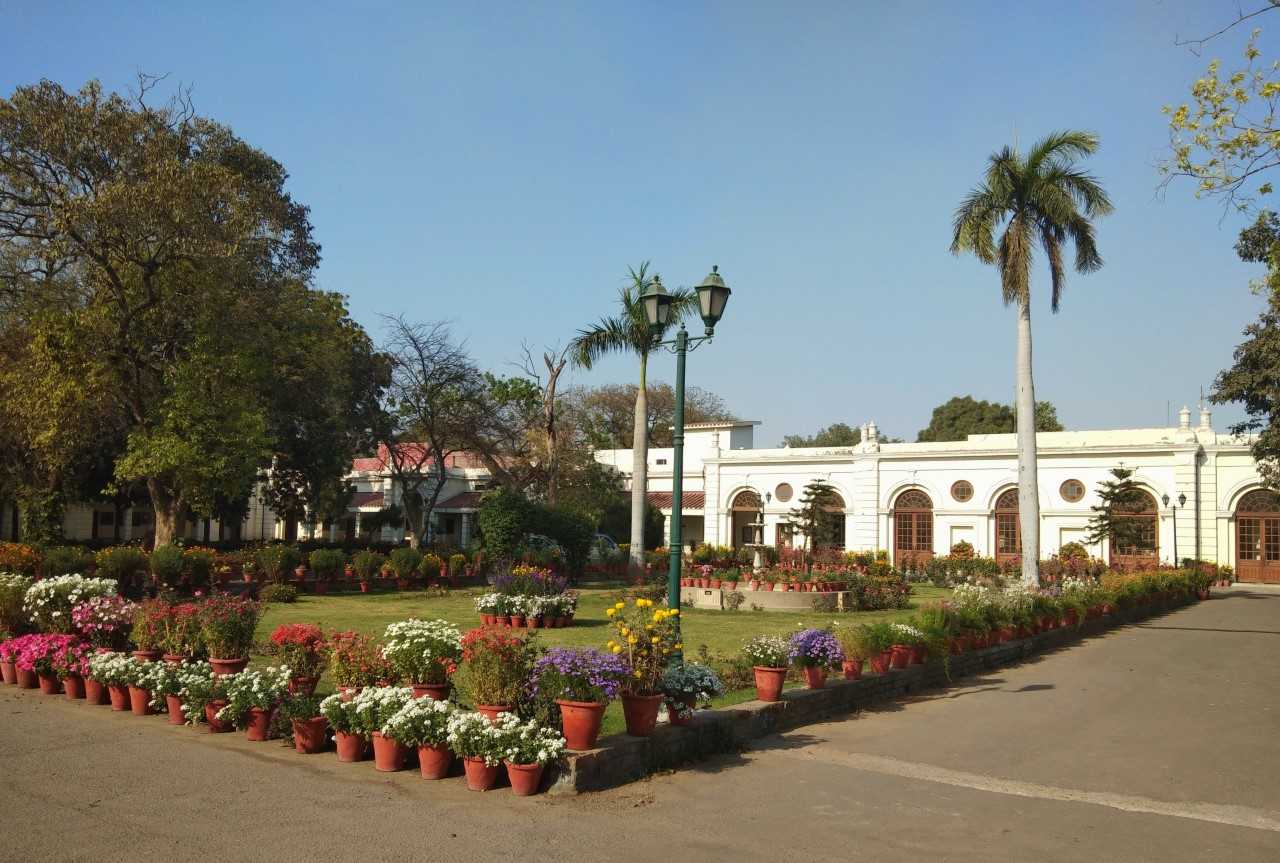
كلية إندربراسثا للبنات التي تأسست عام 1924.
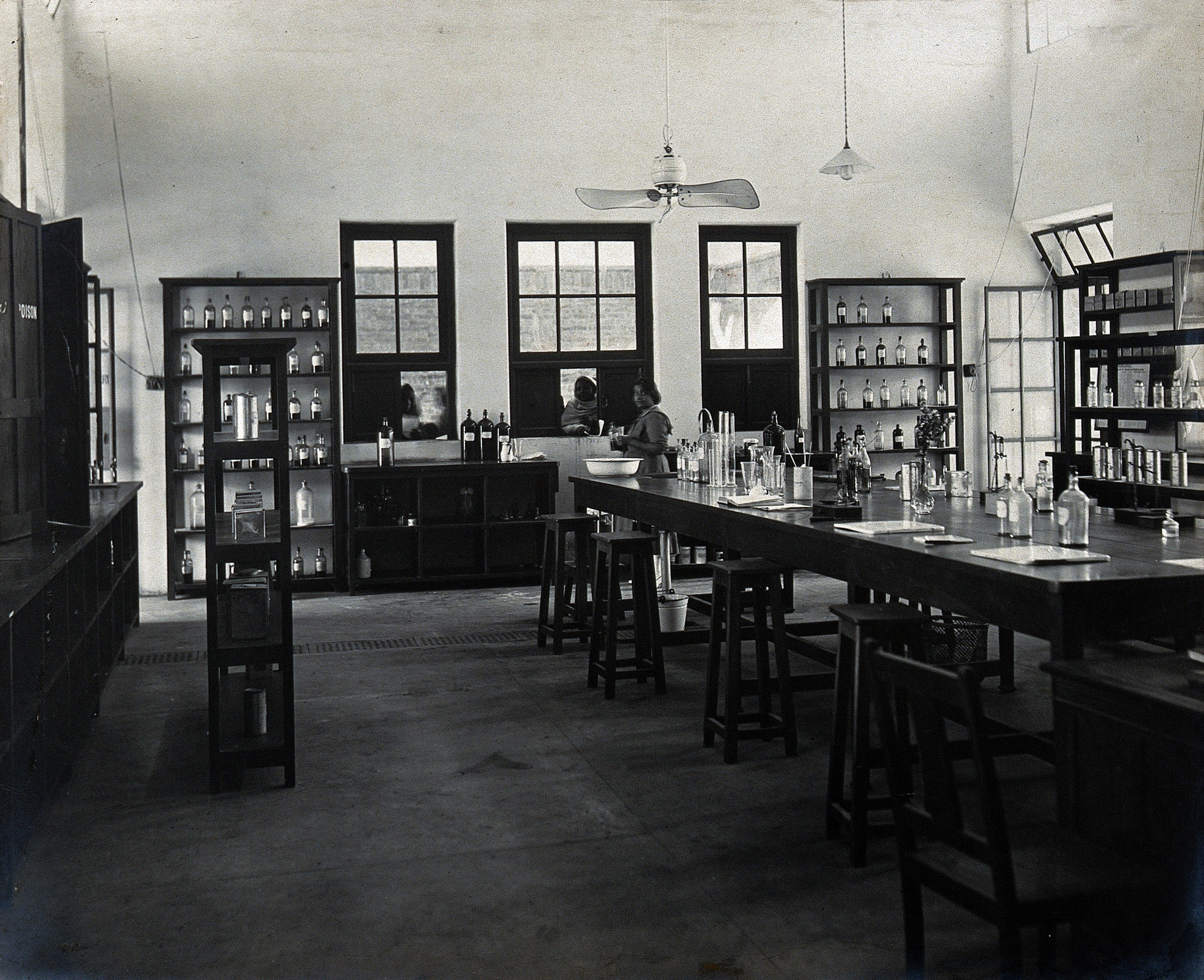
صيدلة كلية ليدي هاردينج الطبية في 1921.
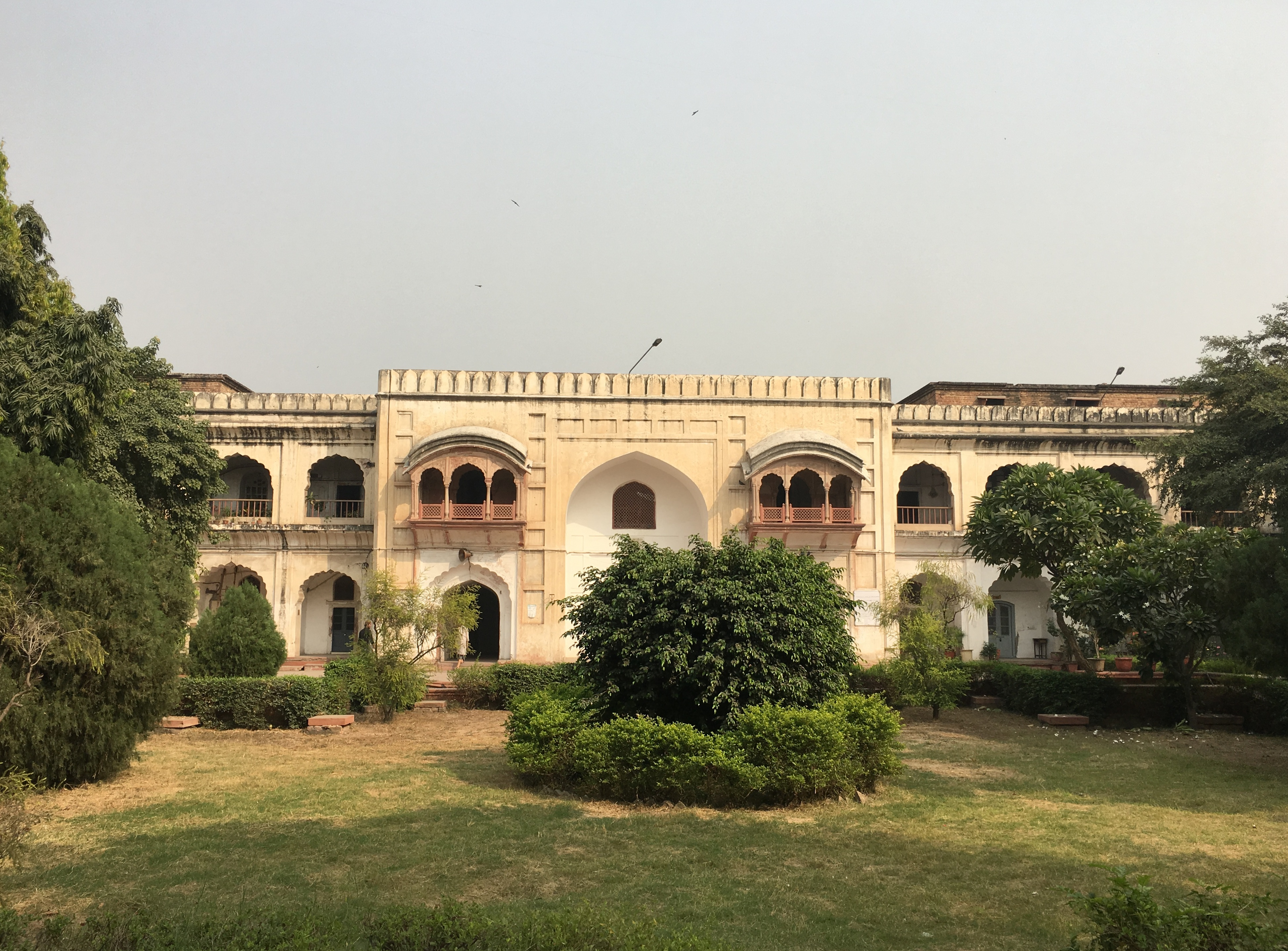
المدرسة الثانوية االإنجليزية العربية العليا التي تأسست عام 1696 وأعيد تنظيمها عام 1828.
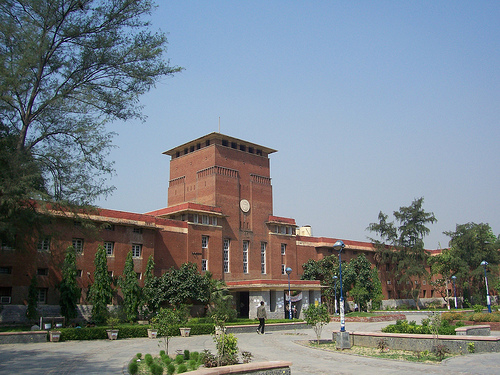
جامعة دلهي التي تأسست في عام 1922.

## وسائل الإعلام

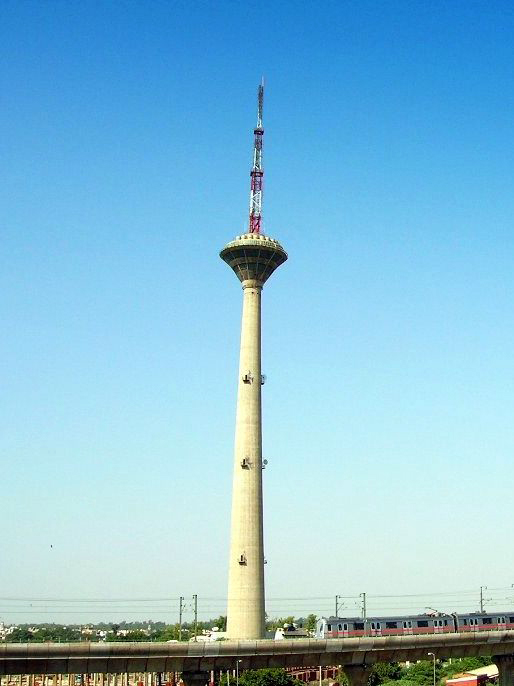
برج تلفزيون بيتامبورا الذي يبث إلى دلهي.

تعتبر دلهي محور التقارير السياسية كونها عاصمة الهند تشمل هذه التقارير البث التلفزيوني المنتظم لجلسات البرلمان. تضم المدينة العديد من وكالات الإعلام الوطنية مثل Press Trust of India وMedia Trust of India ودوردارشان. تقدم دوردارشان قناتين أرضيتين مجانيتين بالإضافة إلى العديد من قنوات الكابل الهندية والإنجليزية والإقليمية التي يوفرها مشغلو الأنظمة المتعددة. لم ينتشر التلفزيون الفضائي بعد سكان المدينة.
الصحافة المطبوعة هي وسيلة إخبارية في دلهي. من الصحف الهندية في المدينة نافبهارات تايمز وهندوستان داينيك والبنجاب كيساري وبافيترا بهارات وداينيك جاغران وداينيك باسكار وعمار أوجالا وداينيك ديسباندو. ومن الصحف الإنجليزية صحيفة هندوستان تايمز اليومية التي تتجاوز المليون نسخة في اليوم وتايمز أوف إينديا والصحيفة الهندوسية وإكسبرس الهندية وبيزنس ستاندرد وThe Pioneer وصحيفة ذا ستيتس مان والعصر الآسيوي. ومن الصحف الإقليمية اليومية باللغة الماليالامية ماليالا مانوراما، ومن الصحف التاميلية اليومية دينامالار وديناكاران.
الراديو غير منتشر بين سكان دلهي، لكن لراديو إف إم بعض من الانتشار منذ افتتاح العديد من المحطات الجديدة في عام 2006. تبث عدد من المحطات الإذاعية المملوكة للدولة والخاصة من دلهي.

## الرياضة
تأسس اتحاد الألعاب الآسيوية رسميًا في دلهي في 13 فبراير 1949، استضافت دلهي الدورة الأولى للألعاب الآسيوية في الفترة من 4 إلى 11 مارس عام 1951 (بعدما اختيرت بالإجماع)، بمشاركة 489 رياضيًا يمثلون 11 لجنة أولمبية وطنية آسيوية في 57 مسابقة ضمن ثماني رياضات وتخصصات. أقيمت كل الرياضيات في الاستاد الوطني، وقد حضر حفل الافتتاح أكثر من 40,000 متفرج.
واستضافت دلهي الدورة التاسعة للألعاب الآسيوية للمرة الثانية من 19 نوفمبر إلى 4 ديسمبر في عام 1982. شارك في الدورة 3411 رياضيًا من 33 لجنة أولمبية وطنية في 196 مسابقة ضمن 21 رياضة و23 تخصصًا. وقد بني ملعب جواهر لال نهرو الذي يتسع لـ 60,000 متفرج خصيصًا لهذا الحدث وأقيم حفل الافتتاح به.
استضافت دلهي الدورة التاسعة عشرة لألعاب الكومنولث في عام 2010 والتي استمرت من 3 إلى 14 أكتوبر وكانت أكبر حدث رياضي يُقام في الهند. أُقيم حفل افتتاح الألعاب في ملعب جواهر لال نهرو، الملعب الرئيسي للحدث، في نيودلهي في تمام الساعة 7:00 مساءً بالتوقيت الرسمي الهندي في 3 أكتوبر 2010. شارك في الحفل أكثر من 8000 فنان واستمر لمدة ساعتين ونصف. وتشير التقديرات إلى أنه أنفق 3.5 مليار روبية هندية (58 مليون دولار أمريكي) لإنتاج الحفل. أُقيمت الألعاب في 12 مكانًا للمنافسة واستخدم 20 مكانًا للتدريب في الألعاب، سبعة منها داخل جامعة دلهي. استضاف ملعب الرجبي في الحرم الجامعي الشمالي لجامعة دلهي منافسات الرجبي لألعاب الكومنولث.
الكريكيت وكرة القدم هما الرياضتان الأكثر شعبية في دلهي. يوجد العديد من ملاعب الكريكيت في جميع أنحاء المدينة، ويُعد ملعب آرون جايتلي (المعروف سابقًا بملعب كوتلا) أحد أقدم ملاعب الكريكيت في الهند. يُعتبر الملعب الرئيسي لفريق دلهي للكريكيت وفريق دلهي كابيتالز في الدوري الهندي الممتاز. يمثل فريق دلهي للكريكيت المدينة في البطولات المحلية الهندية وقد أنجبت المدينة العديد من لاعبي الكريكيت الدوليين المشهورين مثل فيرندر سيهواج وفيرات كوهلي وغوتام غامبير ومادان لال وشيتان تشوهان وشيخار دهاوان وإيشانت شارما ومانوج برابهاكار وبيشان سينغ بيدي. كما يلعب فرق السكك الحديدية للكريكيت في ملعب كارنايل سينغ وفريق الخدمات في استاد بالام أ.
لعبت الهند والإمارات العربية المتحدة مبارة تصفيات كأس العالم في ملعب أمبيدكار في دلهي الذي يتسع لـ 21000 متفرج في 28 يوليو 2012. استضافت دلهي كأس نهرو في الأعوام 2007 و2009 الذي فازت فيه الهند على سوريا بهدف نظيف. يشارك نادي دلهي لكرة القدم في الدوري الهندي للمحترفين. شارك دلهي ديفندرز وهو أول فريق كرة قدم أمريكي محترف في دلهي في دوري النخبة الهندي لكرة القدم في موسمه الأول الذي أقيم في بونه. كما استضافت حلبة بوداه الدولية في نويدا الكبرى، إحدى ضواحي دلهي، سباق الجائزة الكبرى الهندي للفورمولا 1.

## للاستزادة
- Economic Survey of Delhi 2005–2006. Planning Department. Government of National Capital Territory of Delhi. Retrieved 12 February 2007
- Dalrymple، W (2003). City of Djinns (ط. 1). Penguin Books. ISBN:978-0-14-200100-4.
- Dalrymple، W (2003). Vidhya Society, (2009). Vidhya Society (NGO) is a leading charitable organization of Uttar Pradesh (India) established under society registration act 21–1860 on the special occasion of World Disable Year 2009. Director Mr. Pavan Upadhyay vidhyasociety.com (ط. 1). Penguin Books. ISBN:978-0-14-200100-4.
- Prager، D (2013). Delirious Delhi (ط. 1). Arcade Publishing. ISBN:978-1-61145-832-9.
- Brown، L (2011). Lonely Planet Rajasthan, Delhi & Agra (ط. 5). Lonely Planet Publications. ISBN:978-1-74179-460-1.
- Rowe، P؛ Coster، P (2004). Delhi (Great Cities of the World). World Almanac Library. ISBN:978-0-8368-5197-7.
- Four-part series on Delhi (2 يونيو 2012). "Metrocity Journal: Delhi's Changing Landscape". The Wall Street Journal. مؤرشف من الأصل في 2017-07-09. اطلع عليه بتاريخ 2017-08-04.

## روابط خارجية
* الموقع الرسمي

- دلهي - GovPubs, جامعة كولورادو بولدر
- دلهي على موسوعة بريتانيكا
- Delhi على مشروع الدليل المفتوح
- أطلس ويكيميديا حول Delhi
- معلومات جغرافية متعلقة بدلهي على خريطة الشارع المفتوح